# История христианства в Римской империи
История христианства в Римской империи охватывает период от зарождения христианства в первой половине I века до распада Западной Римской империи.
В течение II века христианство распространилось практически по всей Римской империи, тогда же появилась обширная апологетическая литература, а также послания и сочинения авторитетных христианских авторов.
Само превращение Римской империи из языческой в христианскую состоялось медленно, в течение нескольких столетий; различаются в нём следующие эпохи:
- эпоха зарождения и начального развития христианства в Римской империи под сенью иудаизма, до еврейского восстания и разрушения Храма (полвека после смерти Иисуса Христа);
- эпоха гонений и в то же время открытого распространения христианства до признания его равноправной религией Константином Великим, с подразделением её на:
  - эпоху спорадических гонений (при Домициане, Антонинах и Северах) и
  - эпоху гонений универсальных, имевших целью уничтожение христианской Церкви (в смутный период и при Диоклетиане);
- эпоха перевеса христианства и разрушения язычества (от Константина Великого до VI века).

Во всех названных периодах следует различать:
- политическую и культурную историю христианства,
- историю развития христианских догматов в борьбе с ересями и
- историю христианской литературы.

Другими словами, чисто историческую, богословскую и литературно-историческую точку зрения.

## Зарождение христианства

### Внутренняя подготовленность языческого мира к восприятию христианства
Внутренняя подготовленность языческого мира к восприятию христианства обусловливалась развитием языческой религии, философии и науки.

#### Развитие языческой религии
Что касается, прежде всего, развития языческой религии, то в данную эпоху она представляла собой очень пёстрое явление, в котором, однако, можно различить три главных направления: эллинское, римское и восточное. Из них первое, эллинское, в свою очередь разделяется на два течения: явное течение гражданских культов и тайное — мистерий. Явная эллинская религия была в своём принципе очень враждебным христианству элементом: её ярко очерченное многобожие было таким же резким отрицанием христианского монотеизма, как её гражданский характер — христианского универсализма. Но этот враг был теперь далеко не так опасен, как в те времена, когда Дельфы пользовались своим огромным обаянием в греческом мире для того, чтобы объединить его под знаменем религии Аполлона: теперь значение Дельф было ничтожно, греческое многобожие, расшатанное со времени потери греческой самостоятельности множеством профанаций и разлагающей философской мысли, уже не очень твёрдо держалось в убеждении верующих, а в склонных к мышлению головах (таких было много) готово было уступить место признанию единого божества, представляемого либо как неисповедимая случайность (Tyche; эта вера особенно развилась в эпоху династических войн среди преемников Александра Великого), либо как судьба (Moira), управляющая движениями небесных светил и через них жизнью людей, либо как промысел (Pronoia), либо, наконец, просто как «божество», «бог», «боги» (theion, theos, theoi), безотносительно к числу и качествам.
Если, таким образом, явная греческая религия находилась в состоянии разложения и поэтому особенно сильного препятствия не представляла, то, наоборот, тайная религия мистерий (не столько, впрочем, елевсинских, сколько орфических) пользовалась широкой популярностью; но она же в значительной степени предваряла Христианство и этим шла ему навстречу. В своём основании орфизм имел миф о страждущем боге-спасителе, Дионисе Загрее, растерзанном титанами, и миф о воскрешении (Евридики — Орфеем); внимание верующих он (в противоположность явной религии с её несбыточным догматом о восстановлении справедливости на земле) направлял на загробную жизнь, суля вечное блаженство — добрым, наказания, вечные и временные, — злым, и развивая практику постов, омовений и очищений, посредством которых человек во время земной жизни мог подготовить себе лучшую участь по ту сторону смерти.
Итак, перевес тайных культов над явными был тем двигателем, который внутри эллинской религии способствовал христианизации империи; но и римское направление имперской религии шло ей навстречу, хотя и по другому пути. Римское многобожие в противоположность греческому отличалось полной неопределённостью, качественной и количественной, и было поэтому склонно к интеграции, результатом которой должно было быть поклонение одному всеобъемлющему божеству. В данную эпоху этим божеством старались сделать «гения» царствующего императора (что было в принципе далеко не тождественно с обоготворением самого императора, но на практике часто сводилось к нему), что предваряло в одно и то же время два догмата христианской религии — во-первых, её монотеизм; во-вторых, её учение о Богочеловеке. Что касается специально этого последнего пункта, то можно сказать, что именно благодаря ему христианство стало столь же естественной религией греко-римской культуры, как оно было несовместимо с иудаизмом.
Наконец, третье — восточное — направление языческой религии, подчинившее себе в то время также и западную половину империи, уже как таковое должно было уготовать путь христианству, колыбель которого лежала тоже на Востоке. Вообще можно сказать, что восточные культы в смысле своего наклона, так сказать, к христианству соединяли в себе, хотя и не вполне, особенности римских и греческих культов. Если римская религия по своей природе тяготела к единобожию, то вкоренившиеся в Риме восточные божества (Великая мать Идейская, Исида, каппадокийская Ма или Беллона, Митра Непобедимый) были сами по себе либо едиными, либо настолько преобладающими, что другие божества как бы растворялись в них. Если, с другой стороны, тайные греческие культы будили в человеке сознание своей греховности и жажду искупления, то восточные культы исполняли ту же задачу, но при посредстве гораздо более эффектных и поэтому гораздо более действующих на воображение обрядов. Особенное влияние имела в этом отношении персидская по своему происхождению религия Митры Непобедимого: митраизм был самым деятельным, если не самым опасным, соперником христианства. Но культ Митры был распространён особенно в западной половине империи; наоборот, христианство стало гораздо раньше преобладающей религией восточной части империи, чем было признано равноправной религией всего государства; таким образом, и борьба между Митрой и Христом сводилась к борьбе между Западом и Востоком, между романизмом и эллинизмом

#### Развитие философской спекуляции
Развитие философской спекуляции в двух направлениях шло навстречу христианству, метафизическом и этическом — а эти направления были тогда преобладающими и затмевали не только физическое, но и логическое направление. Метафизическое направление уже с VI в. сознавало себя в антагонизме с народной верой, выдвигая на место её многобожия единое божество, либо тождественное с душой мира, либо управляющее миром. Из хаоса противоречивых философских догматов выделилось в IV в. в высшей степени влиятельное учение Платона, который хотя и не отвергал существования низших божеств, но признал их (в своём «Тимее») созданиями единого высшего бога, бывшего в то же время, хотя и косвенно (через своего «демиурга»), творцом всего мироздания. В третьем веке платонизм получил наклон к скептицизму, зато явилось новое догматическое учение в лице стоицизма, который тоже, не отвергая в принципе народных богов, старался их низвести на степень олицетворений природных сил низшего разряда, подчинённых высшему божеству, каковым признавалась душа мира, устроившая к лучшему всю природу («стоический оптимизм») и специально пекущаяся о людях («стоический промысел»). В эпоху римской империи стоицизм владычествовал преимущественно на Западе и притом главным образом в своей этической доктрине; на Востоке рядом с ним господствовал платонизм, который, отбросив свои скептические наклонности, уже в последнюю половину I-го века до н. э. вернулся к своему первоначальному догматическому характеру и в эпоху империи пышно расцвёл в так назыв. неоплатонизм, главным, характерным признаком которого был почти религиозный экстаз, ведущий человека к непосредственному единению с божеством. Тот же позднейший платонизм признавал и различные посредствующие между творцом и творением силы, представлявшиеся эманациями бога-творца, в виде ли так наз. Логоса, участвовавшего в сотворении мироздания, или в виде демонов, поддерживающих общение между богом и людьми. Всё это вместе с вышеуказанным демиургом оказало влияние на Христианство, главным образом Христианство восточное, греческое, которое стало — поскольку оно вообще подчинилось философии — преимущественно неоплатоническим. Возможность этого влияния доказывает несомненно родственный христианству характер того направления греческой философской мысли, которое стало преобладающим в изображаемую нами эпоху. — Предваряя Христианство в своём учении о божестве, платонизм предварял его также и во второй главной части метафизики — в учении о душе. Бессмертие души как основание учения о загробной жизни, страшном суде, наказании злых и наградах добрым было коренным догматом орфических и других таинств; в философии его впервые провозгласил Платон, благодаря которому этот догмат получил широкое распространение, несмотря на отрицательное к нему отношение не только скептических учений и Эпикура, но также Аристотеля и стоиков. Из философии он в своём полном виде (то есть включительно с блаженством добрых) попал в государственную религию («души всех бессмертны, а добрых — божественны») и стал основанием так наз. консекрации, то есть признания божественными душ умерших добрых императоров (так наз. divi). В греческой религии консекрации соответствовала так назыв. «героизация», практиковавшаяся с давних времён под влиянием Дельф; оба обряда предварили, некоторым образом, христианский культ святых. — Второе, этическое направление греческой философии берёт своё начало с Сократа, впервые провозгласившего вопреки тогдашним воззрениям, что добродетель есть единственный источник и залог счастья; правда, под счастьем он разумел душевное счастье в земной жизни и своим догматом о том, что добродетели можно научить (arete didakton) как бы заранее отрицал позднейшее христианское учение о благодати. Этику Сократа приняли и развили стоики, особенно в Риме, который благодаря своим юридическим наклонностям чувствовал особенное расположение к этике (Цицерон); вот почему X. на Западе, в противоположность восточному, неоплатоническому, носит несомненно стоический характер. Оно, впрочем, уже в лице Лактанция перенесло даруемое добродетелью счастье из земной жизни в загробную, а позднее, в лице Августина, выдвинувшего понятие благодати, коренным образом видоизменило интеллектуалистичный характер стоической этики.

#### Развитие науки
Что касается, наконец, развития наук, преимущественно естественных, то не подлежит сомнению, что процветание эмпирического метода, ведущего своё начало от Демокрита, продолжавшегося в школе Аристотеля и достигшего своего апогея в блестящий александрийский период греческой учёности (III—I в. до н. э.), послужило бы сильнейшей помехой поступательному движению X., по крайней мере в образованной части римского общества, так как эмпиризм несовместим с атмосферой чуда, в которой Христианство выросло и окрепло. Но в том-то и дело, что с I в. до н. э. эмпиризм идёт на убыль и его заменяет спекулятивный дух также и в науке; под влиянием этого духа развиваются две теории, из коих одна оказала X. отрицательную, другая — положительную услугу. Отрицательную услугу оказала X. астрология, тем, что мало-помалу подчинила себе все естественные науки, лишая их того эмпирического характера, который они имели при перипатетиках и александрийцах, и сделала их неспособными оказать сопротивление научным постулатам, в которых Христианство нуждалось как в основаниях своего учения о мире и о человеке; благодаря этому Христианство отнеслось не особенно враждебно к астрологии уже в римскую эпоху, а потом даже совсем примирилось с ней. — Положительную услугу оказала X. теория палингенесии, то есть периодического обновления мира, которая, имея своё основание в старинном представлении о смене «поколений» («золотой век» и т. д.), была научным образом развита стоиками и стала известной Риму в I в. до Р. Х. Насколько важна была эта услуга — это станет вполне понятно, если припомнить, что (благодаря одному из замечательнейших совпадений, о которых знает история) Рождество Спасителя пришлось около того самого времени, когда римское общество ожидало обновления Рима или мира. Вследствие этого четвёртая эклога Вергилия, в которой приветствуется это обновление, была позднее истолкована как пророчество о Спасителе, а сам поэт попал — вместе с Сивиллой, своей мнимой вдохновительницей — в число «языческих пророков» (vates gentilium).

### Внешняя подготовленность языческого мира к восприятию христианства
Сюда относятся следующие факторы, ускорившие объединение античных народов под знаменем креста:
- их политическая объединённость под сенью римской власти;
- внеполитическая организация населения;
- роль еврейства и еврейского прозелитизма в римской империи;
- социальные кризисы и пауперизм.

#### Политическая объединённость под сенью римской власти
Политическая объединённость античных народов под сенью римской власти во многих отношениях должна была содействовать успехам такой универсальной религии, какой была христианская — особенно с тех пор, как эта власть нашла себе конкретного и наглядного представителя в лице римского императора. Простираясь от Евфрата до Атлантики и от Каледонских гор до Сахары, Римская империя охватила почти всю тогдашнюю oecumene, так что весь обмен культурных благ происходил внутри её границ; последствием было то, что римский гражданин сознавал себя гражданином мира. Патриотизм, который раньше привязывал человека к его национальным богам, мало-помалу испарился и исчез — а c исчезновением обаяния национальных религий увеличивалась потребность в такой, которая бы обращалась к человеку как к таковому, безотносительно к его национальной и племенной квалификации. Если грек льнул к Зевсу, римлянин к Юпитеру, египтянин к Исиде, то «человек» как таковой мог признавать только «бога» как такового. Именно такого бога (Theos, Deus) давала ему христианская религия (насколько её в этом опередил иудаизм, об этом см. ниже). Двуязычие в этом отношении помехой не служило, так как оба культурных языка, греческий и латинский, считались почти в одинаковой степени имперскими языками (linguae nostrae); оно стало помехой лишь со времени разделения империи. Итак, политический космополитизм подготовил космополитизм религиозный. Развиваясь в течение пяти веков в единой империи, X. приобрело столь прочный космополитический характер, что сохранило его в течение тысячелетия среди политически разъединённых наций. Кроме отсутствия политических перегородок внутри империи, сознание общечеловечества подкреплялось также и разноплемённым составом населения в более или менее крупных политических центрах. Такие города, как Рим, Карфаген, Александрия, Антиохия, Ефес, Коринф, Милан, Лион, почти не имели определённой национальной окраски: италийцы, греки, евреи жили здесь смешанные с более или менее значительным туземным контингентом, чем обусловливалось, с одной стороны, холодное отношение к старинным национальным культам, с другой — лёгкость прозелитизма. Конечно, это касалось только городов, а не сельских общин; последние сохранили свой национальный колорит, но зато они же долее первых оставались языческими, так что самое имя «селяне» стало в позднейшей латыни обозначать язычников (pagani; фр. рауsans-paiens). Другим последствием объединённости была общность языка, или, согласно замеченному выше, языков. Уже преемники Александра Великого научили по-гречески весь Восток, вошедший позднее в состав Римской империи. Рим, в свою очередь, латинизировал весь Запад с Африкой включительно. Кто владел обоими этими языками, тому весь мир был открыт. Для христианской проповеди это было огромным преимуществом. Только благодаря ему X. могло справиться с ересями, возникавшими в его среде; если бы религиозные разногласия подчёркивались национальными различиями, X. могло бы быстро раздробиться на исповедания. Наконец, сюда же относится и ряд других условий, явившихся последствием политической объединённости и в свою очередь способствовавших быстроте и действительности христианской проповеди. Самый его характер, как политического организма, обязывал Рим заботиться об удобстве и лёгкости сообщения между отдельными его частями: империя была покрыта сетью образцовых дорог, достаточно безопасных, с постоялыми дворами на определённых промежутках. Судоходство торговое, а с ним и пассажирское, покрывало такой же сетью более или менее правильных рейсов всё Средиземное море. В городах имелись гостиницы; но и помимо их, благодаря оживлённости коммерческих сношений путнику нетрудно было запастись рекомендациями, которые обеспечивали ему кров и корм где только он этого желал и, сверх того, облегчали ему доступ к тому кругу местного общества, который был ему особенно важен или интересен. В этом последнем отношении античный мир был много общительнее современного. Для христианской проповеди всё это были большие преимущества: благодаря готовой системе артерий и вен достаточно было проповеди возникнуть где-либо внутри Римской империи, чтобы быстро разлиться по всему её организму. Лучшее доказательство и иллюстрация сказанному — путешествия и проповедническая деятельность ап. Павла. X. возникло на восточной окраине римского государства, но распространилось оно почти исключительно в западном направлении; ему легче было покорить дальнюю Испанию, чем перейти границы соседнего персидского государства.

#### Внеполитическая организация населения Римской империи
Внеполитическая организация населения Римской империи значительно содействовала успеху христианской пропаганды, так как благодаря ей она везде находила готовые очаги, в которых могла развиваться. Нормальной единицей этой организации была так назыв. коллегия (collegium), то есть кружок лиц, объединённый общностью преследуемой цели; минимальным числом было три (tres faciunt collegium), максимума не полагалось. По своему составу коллегии распадались на две крупные группы, а именно на коллегии религиозные, объединённые культом определённого божества, и коллегии профессиональные, объединённые общностью профессии участвовавших; впрочем, эти последние тоже группировались вокруг культа избранного божества, так что вполне точную грань провести нельзя. Особенную важность имели коллегии для общественной жизни низших слоёв общества (collegia tenuorum); здесь они обнимали не только отпущенников, но и рабов — последних, впрочем, только с согласия их хозяев. Самым обыкновенным назначением коллегии было обеспечение членам приличного погребения (collegia funeraticia; к этим последним принадлежали, по-видимому, все collegia tenuiorum). Другой целью были общие увеселения, собрания, пирушки и т. п., естественно вызываемые культом общего божества. Для них у коллегии был свой дом (schola), и она взимала с своих членов ежемесячные взносы. Организация коллегий была точным сколком с общинной организации; во всех имелись председатели (magistri, sacerdotes) числом от двух, заведовавшие кружковой жизнью коллегии, казначей (quaestor), секретари (scribae), кураторы, на которых возлагались поручения технического характера, затем почётные члены обоего пола (patroni, pat r onae или, картиннее, pater, mater collegii — соответственно распространённому у членов коллегии наименованию fratres), избираемые в таковые за особые оказанные коллегии услуги. Основанием организации и кружковой жизни коллегии служил её устав (lex collegii); постановления, выходящие из пределов компетенции магистров, издавались отчасти общим собранием членов, отчасти — в богатых членами коллегиях — коллегиальной управой (decuriones). Автономия коллегий была в различные времена различна; Римская республика вообще относилась к ним доброжелательно, если только они оставались верными своему назначению и не преследовали политических целей. В эпоху империи большая или меньшая свобода коллегий зависела от личности императора; но с конца II в. начинает подготовляться капитальная реформа к коллегиальной организации, завершённая в IV в., результатом которой была идея, что коллегии объединяются общностью не интересов, а службы государству, и принадлежность к коллегии стала не только пожизненной, но и наследственной. Этим был подготовлен цеховой и корпорационный строй средних веков. Как преимущественно религиозный характер коллегий, так и их автономия и неопределённость их численного состава делали их естественными очагами новых религиозных идей; так, уже во конце III в. до н. э. вакхическая (то есть, вероятно, орфическая) пропаганда воспользовалась коллегиями для того, чтобы опутать Рим целой сетью вакхических братств (bacchanalia), которые были признаны политически опасными и поэтому подверглись запрещению; так поклонники Исиды, Митры и др. соединялись в коллегии и преследовали свои новые религиозные задачи под покровом старых и узаконенных общественных форм. Ввиду этого представляется a priori вероятным, что и христианская проповедь воспользовалась коллегиальной организацией как наиболее удобным орудием и что коллегия была первообразом христианской общины, с которой она имеет множество точек соприкосновения; этот вывод является столь естественным, что только очень веские соображения могут его расшатать, и мы не находим, чтобы таковые были представлены. Даже те, которые оспаривают непосредственную роль коллегии в христианской пропаганде и её непосредственное влияние на организацию христианских общин, признают её косвенное влияние, так как не подлежит сомнению, что коллегия была внешней формой, которой воспользовались для своих религиозных целей проживавшие в Римской империи  евреи. 

#### Роль еврейства и еврейского прозелитизма в Римской империи
Роль еврейства и еврейского прозелитизма в Римской империи в числе других факторов, подготовивших воцарение в ней Христианства, заключалась в том, что они создали первоначальные очаги, из которых впоследствии Христианство распространилось по всей империи. Ввиду этого важно знать размеры еврейского расселения (так назыв. диаспоры) по Римской империи, организацию еврейских общин и силу и характер еврейского прозелитизма. Как на Востоке, так и на Западе еврейская диаспора была очень обширна: «всякое море тобою наполнено, всякие земли» — поёт об Израиле еврейская Сивилла в эпоху Адриана. Расселение евреев по римскому Востоку началось при преемниках Александра Великого (по персидскому Востоку — ещё много раньше); город Рим их впервые увидал в больших массах после завоевания Иерусалима Помпеем в 63 г. В эпоху распространения Христианства число евреев (и еврействующих) в Египте равнялось миллиону, в Сирии (кроме Палестины) — миллиону с лишним, в Риме — приблизительно десяти тысячам; всех их было в империи четыре с лишним миллиона, что соответствует 6-7 % всего населения; при своей сплочённости и энергии это была очень внушительная сила, с которой римская политика поневоле должна была считаться. — Что касается до организации еврейских общин в диаспоре, то она была неодинаковой в бывших эллинистических царствах, с одной стороны, и в западных провинциях и Италии — с другой. Так, мы знаем, что в Александрии, где еврейское население было особенно густым, оно образовало целый «народ», находившийся под главенством особого «этнарха». В собственно римских провинциях такие государства в государстве были невозможны; в городе Риме, напр., мы видим не одну объединённую еврейскую общину, а целый ряд общин, так назыв. «синагог», каждая из которых представляла собою одно обособленное целое. Чтобы существовать более или менее безопасно, еврейские общины должны были усвоить внешние формы допущенных государством корпораций, то есть коллегий. Действительно, еврейские синагоги в Риме имели все внешний вид коллегий; вся разница состояла в том, что во главе их стояло не несколько «магистров», а — по-видимому — один «герусиарх». А впрочем, были и магистры (так назыв. архонты), и управа (герусия), и патроны, по имени которых синагоги иногда называли себя (Augustenses,Agrippenses) и, главное, — был религиозный центр, объединявший синагогу в служении единому Богу. Воспользовавшись, таким образом, внешними формами признанных в римском государстве корпораций, евреи твёрдо держались своих традиций и на уступки не шли; правда, что и римские власти обнаруживали по отношению к ним крайнюю терпимость и с той гуманностью, которая им была свойственна по отношению к религиям других народов, всячески щадили все их обычаи, даже те, которые не совсем укладывались в общий строй государственной жизни. При всех стеснительных постановлениях, направленных против коллегий, еврейские коллегии исключались; «так был создан правовой порядок, благодаря которому иудаизм на всём протяжении римского государства был religio licita» (Шюрер). Кроме свободы культа со всеми последствиями, из неё вытекающими, еврейские синагоги получили два важных права: право иметь собственное имущество и свободно им распоряжаться и право суда над своими членами; из них первое вытекало из их положения как коллегий, второе было также одним из последствий признания их религии, так как еврейский «закон» обнимал не только религиозные, но и правовые, и процессуальные нормы. Таким образом еврейские общины сумели завоевать себе в римском государстве почти полную автономию. Теперь представим себе, что всё римское государство было окутано сетью таких автономных общин, находившихся в постоянных сношениях друг с другом и почти закрытых для прочего греко-римского мира, — и нам станет вполне понятно, что раздавшееся в Иерусалиме пророческое слово должно было раньше облететь все эти общины и произвести в них соответствующую своему значению бурю, чем обратить на себя внимание кого бы то ни было из не принадлежавших к синагогам членов греко-римского общества. Этим вполне объясняется тот странный на первый взгляд факт, что греко-римская литература первого полустолетия после смерти Христа не обращала ни малейшего внимания на Его учение. — Мы назвали еврейские синагоги «почти» закрытыми для прочего мира; действительно, вполне закрытыми они не были. Еврейские общины не сплошь состояли из одних только евреев по племени; к ним принадлежали или, по крайней мере, примыкали также и еврействующие, то есть язычники, принявшие в большей или меньшей мере еврейский закон. Эпоха зарождения Х. есть в то же время эпоха наибольшего расцвета еврейского прозелитизма,  из которого развился с течением времени прозелитизм христианский. Огромной выгодой для еврейского прозелитизма было то обстоятельство, что общееврейским языком в диаспоре был язык греческий, как последствие эллинизации евреев при преемниках Александра Великого. Одним из симптомов этой эллинизации был перевод Ветхого Завета на греческий яз. так наз. LXX толковниками. Греческий язык остался языком римского еврейства до восстания Бар-Кохбы при Адриане — а это событие положило конец еврейскому прозелитизму. При общности языка подкупающие стороны еврейской религии не могли не обнаружиться; это были отчасти те же, которые были общи иудаизму с другими восточными культами (см. выше), отчасти такие, которыми иудаизм выгодно отличался от прочих восточных культов. К последним относятся почитание единого Бога как чистого духа, не допускающего поклонения себе в рукотворенном изображении, и затем, главным образом, требование чистой и нравственной жизни. Всё это действовало на язычников, которым нетрудно было представить еврейскую религию как настоящую философию, а древних еврейских законодателей — как своего рода стоиков; а так как, с другой стороны, и евреи обнаруживали тогда большое рвение в вербовании неофитов, то результатом этих двух идущих навстречу друг другу стремлений был еврейский прозелитизм, в котором мы ясно различаем две степени: прозелитизм полный и неполный. Под полным прозелитизмом мы разумеем прямой переход в еврейство, символом которого было совершение трёх обрядов: 1) обрезания, 2) очистительной купели и 3) (для палестинских прозелитов) жертвоприношение по ритуалу Моисея (для женщин, разумеется, только последних двух). Новообращённые обязывались соблюдать все законы наравне с настоящими евреями: это были «прозелиты» в тесном смысле (prosêlytoi). При неполном прозелитизме этих актов (особенно обрезания) не требовалось; обращаемые обязывались только чтить единого Бога, соблюдать субботу и воздерживаться от запрещённых в законе яств. Это были «боящиеся Бога» (phobumenoi или sebomenoi ton Theon). Последних было особенно много при еврейских общинах, к великому огорчению правоверных евреев, которые видели в прозелитизме «проказу Израиля». При всём том иудаизму не удалось превратиться в универсальную, свободную от национальной подкладки религию: прозелиты примыкали к еврейским общинам и не могли вести самостоятельную жизнь без них. Всякое обострение отношений между еврейством и греко-римским миром вредно отзывалось на еврейском прозелитизме, а когда с разрушением Иерусалима была воздвигнута прочная стена между тем и другим, он окончательно пошёл на убыль. Его наследником был прозелитизм христианский.

#### Социальные кризисы и пауперизм
Социальные кризисы и пауперизм упоминаются здесь только ради полноты ввиду той важности, которую некоторые историки признают за этими факторами. Нет сомнения, что утешения христианской религии тогда, как и во всякое время, должны были найти особенный отклик у обездоленных; но придавать упомянутым факторам более или менее крупное значение для вопроса о возникновении христианства можно бы было только в том случае, если бы, с одной стороны, зарождение христианства совпало с эпохой социальных кризисов и пауперизма в Римской империи, с другой стороны — обращение к обездоленным занимало выдающееся место в христианской проповеди. Между тем, ни то, ни другое предположение не соответствует истине. Эпоха зарождения христианской религии была на самом деле эпохой наибольшего (конечно, сравнительного) благоденствия для населения Римской империи; его экономический упадок начался не раньше второй половины II века н. э., то есть в такое время, когда христианская церковь была уже прочно установившимся фактором в общественной жизни Рима; что же касается христианской проповеди, то в ней социально-экономический элемент, искать ли его прямых или косвенных признаков, поистине блистает своим отсутствием. Важно также и изучение ересей внутри христианской церкви: все они, при всех своих различиях, впрочем, носят строго идеологический характер.

## История христианства в Римской империи

### Начальное развитие христианства в рамках иудаизма (до 80 года)
Подавленное на некоторое время это зловредное суеверие распространилось опять, и не только в Иудее, где возникло это зло, но и в самом Городе (Риме), куда отовсюду стекаются гнусности и бесстыдства, и где они процветают.— Публий Корнелий Тацит

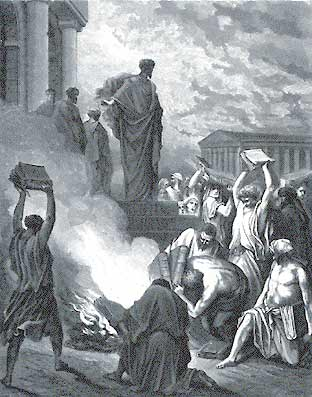
Ефесские колдуньи сжигают книги после проповеди апостола Павла

Христианство под сенью иудаизма при Клавдиях и первых Флавиях, приблизительно до воцарения императора Домициана (80 год). Здесь нашему рассмотрению подлежат:
- внутренняя жизнь христианских групп и общин;
- их внешняя жизнь, то есть история их отношения к римским властям;
- история христианской литературы за этот период.

#### Внутренняя жизнь христианских групп и общин
Внутренняя жизнь христианских групп и общин может быть рассматриваема со следующих точек зрения:
- 1) общего характера христианских групп,
- 2) организации христианской общины самой в себе,
- 3) отношения общин друг к другу.

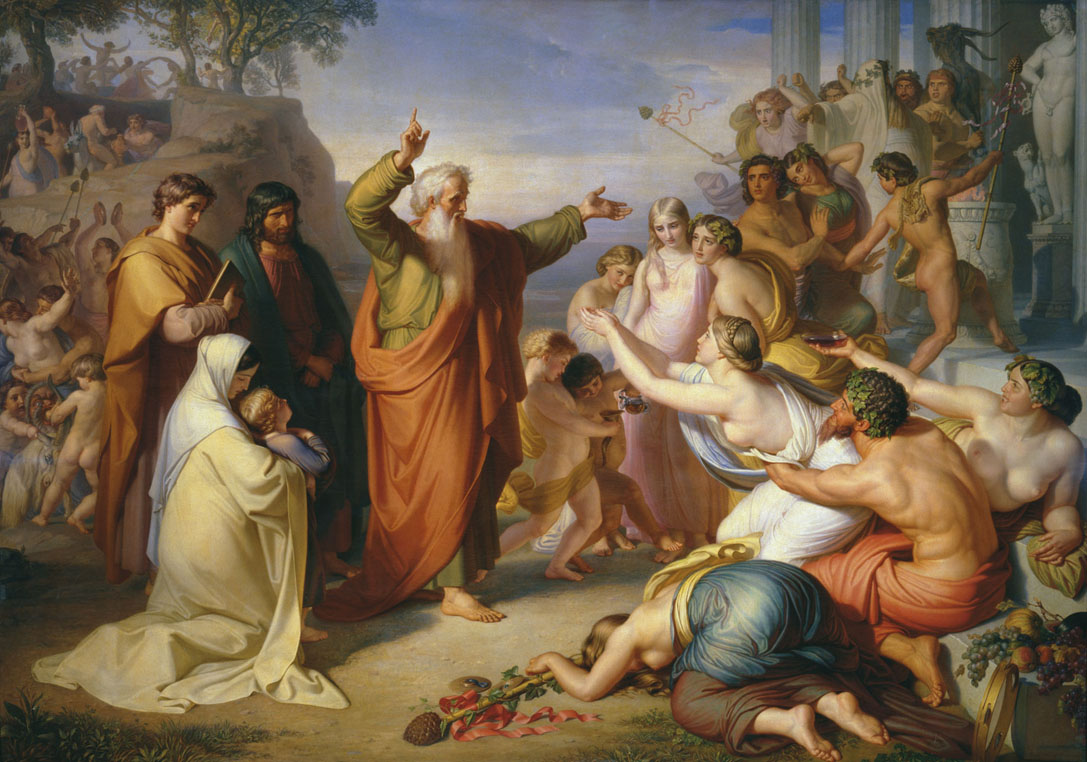
Апостол Иоанн Богослов, проповедующий на острове Патмос во время вакханалий

Подчёркиваем, что развитие христианства до его вступления на почву Римской империи не входит в пределы нашей задачи; мы стараемся проследить судьбы христианства лишь с того момента, когда мы встречаем его в «диаспоре». Вполне естественно, что нельзя указать ни времени его зарождения в различных городах, ни направления его распространения. Его одновременное или почти одновременное зарождение в нескольких пунктах не представляет, ввиду сказанного выше, ничего удивительного. По географическим условиям можно догадываться, что магистралью, так сказать, распространения христианства была линия, ведущая из Иерусалима через Антиохию в Малую Азию (главным образом Ефес) с раздвоением, с одной стороны, на Македонию (Филиппы, Фессалоники), с другой на Коринф, Путеолы, Рим; но и это лишь конструкция. Очагами зарождения христианства были, согласно сказанному выше, эллинизованные еврейские общины, вследствие чего и языком первоначального христианства даже в городе Риме был греческий. Если бы эти общины были общинами строгого типа, какими они стали после восстания Бар-Кохбы (то есть с имп. Адриана), то и христианские группы поневоле приняли бы форму «синагог»; но в те времена благодаря многочисленным степеням прозелитизма организация допускала значительные вольности. При отрицательном отношении еврейства к X., образовавшемся ещё в Иерусалиме, было естественно, что и в диаспоре новое учение привьётся скорее к прозелитам, чем к самим евреям.
Единая строгая организация христианских общин на первых порах была поэтому невозможна. Их вид в течение первых десятилетий существования христианства на римской почве представляется довольно пёстрым. Мы встречаем: а) христиан, так сказать, партикулярных, вроде тех metuentes sabbata, которые составляли первую степень еврейского прозелитизма: они удовольствовались тем, что променяли еврейскую субботу на христианское воскресение, а в прочем жили своей обычной жизнью. Затем идут б) христианские группы без всякой организации, «управляемые святым Духом», и, наконец, в) определённо и более и менее строго организованные христианские общины. В то же время мы видим, что старания христианских учителей направлены к тому, чтобы превратить первые два типа в третий; неустанно твердят верующим, что христианин может вкушать духовные дары своей религии лишь как член христианской общины. А если вспомнить, что первообразом христианской общины — прямым или косвенным — была коллегия, то окажется, что принудительность внеполитической организации была много раньше проведена на духовной, чем на светской почве, между тем как принцип объединённости, наоборот, возник на светской почве и лишь со временем был перенесён на духовную. Сознательного заимствования ни в том, ни в другом случае не было, а был общий римско-имперский дух. 2) Говоря об организации первых христианских общин, мы прежде всего должны затронуть их отношения и к еврейским общинам, из которых они выделились, и к окружающей языческой обстановке. Что касается отношения к еврейским общинам, то апостольское слово хотя и раздавалось прежде всего в синагогах, но принимаемо оно было не ими.
Первые христианские общины состояли из трёх элементов: а) евреев, отпавших от синагоги, б) еврейских прозелитов, променявших иудаизм на христианство, и в) бывших язычников, принявших христианство помимо иудаизма. Чем дальше, тем более первый круг стушёвывался перед вторым и оба перед третьим. Христианская община кольцом окружала еврейскую (или, вернее, вторым кольцом, так как первым были прозелиты). Для постороннего взгляда она совпадала с ядром — христиане считались еврейской сектой и принимали участие в еврейских привилегиях, из которых самой драгоценной для них было освобождение от участия в обязательных языческих культах, главным образом в культе гения императора; на деле же они были от синагоги независимы и управлялись сами. В городах, где синагог было несколько, собственно, должно было быть и несколько христианских общин; быть может, вначале так и было, но для нас христианская община в каждом городе представляет одно целое. Обособление сопровождалось враждой: очень скоро синагоги из очагов христианства превратились в «источники гонений» (fontes persecutionis) для него. При таких обстоятельствах смешение римскими властями христианства с еврейством представляется нам загадкой, понятной только при полном пренебрежении к тому и другому.
Менее строгим было обособление христ. общины от окружающей языческой обстановки — менее строгим также, чем обособление от неё еврейских общин. Из возможных родов зависимости христианина от языческой среды — гражданской, сословной, общественной, юридической, семейной — первые три оставались неприкосновенными: христианин оставался гражданином своей общины и нёс её тяготы; раб продолжал служить своему господину (даже вступить в христианскую общину он мог, согласно римским понятиям относительно коллегий, не иначе как с его согласия); обращённого не заставляли избегать общения с его прежними знакомыми-язычниками. Четвёртый вид тоже оставался без изменения; только тяжбы между христианами община старалась сделать подсудными самой себе, следуя в этом отношении (быть может, без прямого заимствования) традициям синагог.
Серьёзным затруднением был лишь пятый, особенно в форме смешанных браков. Синагога их в теории не признавала, хотя на практике и допускала послабления во избежание конфликтов; христианская община поступала наоборот — в теории признавала смешанные браки, но в каждом отдельном случае (ввиду практических неудобств такого положения, особенно для жены-христианки) старалась доводить дело либо до обращения обоих супругов, либо до развода. — Что касается организации самой общины, то мы должны различать в ней два элемента: а) элемент, характеризующий её как коллегию, и б) элемент, характеризующий её как очаг христианства.
К первому принадлежали:
- 1) глава всей общины, «епископ». Подобно синагогам и в отличие от римских коллегий, христианские общины управлялись на началах единовластия, а не коллегиальности (хотя в первое время встречались и епископы или пресвитеры во множественном числе);
- 2) неопределённое число «диаконов», которых можно сравнить с кураторами коллегий; их значение обусловливалось значением христианской благотворительности;
- 3) неопределённое число «пресвитеров», аналогичных декурионам коллегий; они составляли, по-видимому, нечто вроде общинной управы (впрочем, где епископов было несколько, там они, вероятно, совпадали с пресвитерами);
- 4) собрание всех членов общины — «екклисия», давшая имя всей христианской церкви.

Ко второму элементу, перешедшему в христианские общины из иудаизма, принадлежали:
- 1) апостолы,
- 2) пророки,
- 3) дидаскалы (учителя), из коих только последние были оседлыми и принадлежали данной общине.

Делом их всех было распространение Христова учения и воспитание общин в его духе: свидетельствами этой деятельности являются поныне сохранённые нам пастырские послания апостолов и апостольских мужей. — Впрочем, мы не должны представлять себе этой организации ни единообразной, ни слишком строгой для первого периода: все общины, даже наилучше организованные, управлялись Св. Духом, и значение каждого их фактора зависело от того, поскольку он считался проникнутым Им. О религиозной и умственной жизни первых общин, их собраниях, борьбе с враждебными течениями (главным образом, с иудаистической пропагандой и началами гностицизма), см. предыдущую и следующую статью.
Говоря, наконец, об отношении христианских общин друг к другу, мы затрагиваем вопрос, насколько в первую эпоху христианства может быть речь о христианской церкви как о таковой. Ответить можно либо положительно, либо отрицательно, смотря по тому, имеем ли мы в виду внутреннюю общность учения и настроения и живое общение или же внешнее единство организации. С первой точки зрения можно и должно сказать, что все общины составляли единую христианскую церковь: все члены общин сознавали, что они принадлежат к таковой, а не к местному толку; обмен известий и мнений между общинами был очень оживлённый — и благодаря переездам апостолов и пророков, и благодаря широко развитому гостеприимству.
Но со второй точки зрения придётся признать, что церкви тогда ещё не существовало ни в форме единоличного главенства, ни в форме собора представителей единого руководительства не было: церковь управлялась Св. Духом. Это неудивительно в такую эпоху, когда даже внутри отдельных общин организация ещё только нарождалась. Все же можно сказать, что уже и в первую эпоху организация церкви в смысле её централизации была in oriente domo. Мало того: подобно тому, как в отдельных общинах организация происходила чем дальше, тем более на почве епископального элемента и в ущерб апостольскому — и в общей церкви нарождавшееся было апостольское главенство со временем стушёвывается и уступает место возникающему перевесу одной центральной общины и её руководителя-епископа над другими. Действительно, вначале апостольское руководительство несомненно, только к объединению оно не ведёт. Кроме римской общины, признавшей своим основателем ап. Петра, мы различаем круг общин, основанных ап. Павлом (в собств. Греции с Македонией и в Малой Азии), и другой круг, группирующийся около таинственного имени ап. Иоанна (в Малой Азии). В дальнейшем развитии мы наблюдаем ясные признаки попыток римской общины возвыситься над остальными: в пастырском послании к коринфской общине её руководитель (по традиции, римский епископ Климент) именем Св. Духа требует себе от неё повиновения. Так уже в эту эпоху намечается магистраль, по которой должно было идти развитие христианской церкви в течение следующих столетий.

#### Внешняя история христианских общин
Внешняя история христианских общин — в смысле их отношения к римским властям — в первую эпоху небогата событиями; поводов к столкновениям почти не было, так как, с одной стороны, римские власти, видевшие в христианах еврейскую секту, предоставляли им все привилегии иудаизма и не требовали от них таких поступков, которые противоречили бы их новому миросозерцанию, а с другой стороны, христиане, жившие тогда в ожидании второго пришествия Спасителя, не были ещё одержимы той жаждой мученичества, которая объяла их впоследствии, и воздерживались поэтому от всяких агрессивных и демонстративных действий, воздавая честно кесарево кесареви. Конечно, христианская пропаганда велась деятельно, но при античной терпимости к чужим верованиям и это не могло служить поводом к столкновениям, по крайней мере для ближайших времён; в будущем они были неизбежны ввиду того, что еврейские привилегии неудобно было распространять на чересчур большое число подданных (см. ниже), но до этого пока было далеко. «Источниками» гонений были не римские власти, а синагоги, считавшие вполне основательно этот новый нарост на своём теле очень опасным для своего преуспеяния: во-первых, он отнимал у него его собственные жизненные соки, во-вторых, он своим непомерно быстрым ростом грозил опасностью привилегиям, обеспеченным за евреями милостью Цезаря и Августа. Действительно, есть основание предполагать, что временные гонения, которым подвергались римские евреи при Клавдии, были последствием их внутренних смут, вызванных христианской пропагандой в их среде; сколько-нибудь важных последствий эти гонения, по-видимому, не имели. Виновниками преследования ап. Павла были тоже не римляне, а малоазиатские евреи, возбудившие против него чернь в Иерусалиме; жертва народного недовольства была, как это бывает часто, признана его причиной, и апостол, как римский гражданин, был препровождён в Рим для суда и кары. Первым преследованием христианина (в данном случае — христианки) за веру, о котором мы узнаём, должно быть признано — да и то по догадке — обвинение знатной матроны Помпонии Грецины, супруги консулара А. Плавтия, «в чужеземном суеверии», под которым вряд ли можно разуметь какое-либо другое, кроме христианского; по римскому обычаю, она была передана для домашнего суда своему супругу, с привлечением совета родственников, и тот её оправдал. Самым громким делом в этом направлении было так назыв «Нероново гонение» в 64 г. Много христиан тогда поплатилось жизнью, но юридическим мотивом преследования была опять-таки не вера, а предполагаемое участие в поджоге Рима. «Конечно, это обвинение не было бы взведено на христиан, если бы они не были ненавистны столичному населению или, по крайней мере, римским евреям своей верой; всё же они были осуждены и казнены не как христиане, а как поджигатели» (Нейман). Для истории, однако, важен не столько юридический довод, сколько самый факт; как-никак, а римская почва обагрилась кровью мучеников-христиан, римская христианская община была первой, подвергшейся гонениям. Это в значительной степени увеличило её обаяние и способствовало её перевесу.

#### Христианская литература
О христианской литературе за эту эпоху — эпоху апостолов и так назыв. апостольских мужей см. выше.

### Эпоха спорадических гонений (80—235)
Второй период. Эпоха спорадических гонений, от Домициана до смерти Александра Севера (80-235). В эту эпоху X., окончательно порвав всякую связь с иудаизмом, делается, как таковое, предметом внимания не только римских властей, но и римского общества. Мы будем поэтому различать в настоящем §
- внутреннею жизнь христианских общин и христианской церкви, оставляя в стороне чисто богословские вопросы (развитие обрядности и догматов и ереси),
- отношение к X. римского общества
- отношение к X. римских властей;
- история христианской литературы за этот период.

#### Внутренняя жизнь христианских общин и христианской церкви
Внутренняя жизнь христианских общин и христианской церкви.
Здесь нас займёт
1. экстенсивное распространение X. в Римской империи,
2. его интенсивное распространение в обществе
3. развитие организации христианских общин и христианской церкви. —

1) Экстенсивное распространение X. представляет нам к началу нашего периода следующую картину. В Палестине мы встречаем христианские общины (или группы), кроме Иерусалима, ещё в Самарии, Иоппе, Лидде и Сароне (то есть Кесарее Палестинской); в Cuриu, кроме Антиохии Сирийской, ещё в Дамаске, Тире, Сидоне и Птолемаиде; на Киnре — в Саламине и Пафосе; в Малой Азии, самой христианской из всех стран древнего мира, кроме Ефеса и остальных шести общин Апокалипсиса (Смирны, Пергама, Фиатиры, Сард, Филадельфии и Лаодикеи), ещё в Тарсе, Перге, Антиохии Писидийской, Иконии, Листре, Дербе, Колоссах, Иераполе и нескольких неизвестных нам ближе городах Галатии, Каппадокии и Троады; в Македонии, кроме Фессалоники, ещё в Филиппах и Берее; в собственной Греции (Ахайе), кроме Коринфа, ещё в Афинах и коринфской гавани Кенхреях; на Крите; в  Италии, кроме Рима, ещё в Путеолах; в Египте — только в Александрии (во всех названных местностях, кроме последней, существование христианских групп и общин засвидетельствовано Новым Заветом). Из этой картины видно, до какой степени греческий язык был языком христианской проповеди за весь первый период христианизации Рима: весь Запад оказывается нетронутым — здесь, как мы видели выше, свободно может распространяться конкурент   X., культ Непобедимого Митры. — За наш период до иерархического объединения христианской церкви в империи ок. 180 года усилилось территориальное распространение X. в восточных землях, при чём к вышеназванным городам прибавились: в Сирии ряд городов, в том числе, без сомнения, Селевкия; в Малой Азии очень большое число общин, между прочим Магнесия, Траллы, Филомелий, Парий, Никомедия, Отр, Пепуза, Тимий, Апамея, Кумана, Евмения, Анкира, Синопа, Амастрида и те неизвестные точнее вифинские общины, о которых Траяну пишет Плиний Мл.; во Фракии Дебелт и Анхиал; в Греции Ларисса, Лакедемон и Сама (на Кефаллене); на Крите Кносс и Гортина. К Востоку был присоединён и Запад в лице Италии с Сицилией (Неаполь, Сиракузы),  Галлии (Лион, Вьенна, несколько общин в Средней Галлии), Африки (Карфаген), Нумидии (Мадавра, Скиллий), Германии (Колония = Кёльн) и Испании.
2) Об интенсивности распространения христианства, то есть о густоте христианского населения в империи, мы не имеем достаточных сведений; наиболее драгоценным является для нас свидетельство Оригена, жившего к концу нашего периода, из которого видно, что христиан в империи было сравнительно ещё «очень мало», хотя они и составляли «большую толпу» в сравнении с их первоначальной малочисленностью, и что во всем государстве нет ещё ни одного города, который был бы действительно христианским. Цифру он называет только для иудеохристиан (около полутораста тысяч). Интересно, однако, проследить распространение X. в различных слоях римского общества. В эпоху апост. Павла X. держалось преимущественно в тёмной и незнатной среде; участие образованных и высокопоставленных лиц было исключением. Теперь X. привлекает людей также и высшего круга. Что касается, во-первых, интеллигенции, то особенно среди гностиков мы находим людей очень образованных и талантливых, из православных особенно Климент и Ориген, жившие к концу периода (80-236 г.), были достойными представителями христианской науки. Что касается, затем, знати, то свидетельства об обращении должностных лиц сенаторского и всаднического звания встречаются так часто, что мы должны представить себе X. этой эпохи как религию почти равностепенную — с точки зрения сословности — с язычеством. Особенно разительным был в самом начале нашего периода переход в X. близких родственников имп. Домициана, консула Тита Флавия Клемента и его жены Флавии Домициллы — тем более разительным, что их сыновья были намеченными наследниками престола. Они были жестоко наказаны Домицианом в 95-96 г., и эта кара имела последствием смерть самого Домициана от руки прислужника Флавии Домициллы (о котором, однако, не говорится, чтобы он был христианином). Восшествие на престол императора-христианина было отсрочено на многие годы. Впрочем, среди императорских приближённых, отпущенников и рабов известное число христиан встречалось во все времена; к концу II в. мы встречаем особого рода христианскую Эсфирь — Марцию, фаворитку имп. Коммода, покровительству которой христиане были обязаны многими благодеяниями; римский епископ Виктор был вхож к ней и через неё добился, между прочим, освобождения работавших в рудниках Сардинии христиан. Полезно тут же отметить влияние этой умственной и сословной аристократизации X. на его характер; первая сказалась в изменении его внутреннего, вторая — его наружного облика. Первой X. было обязано внесением сильного интеллектуалистического элемента, который поднял его на высоту религии разума (см. выше, § 6, Д), но и содействовал возникновению многих ересей; специально эллинизация X., как вне, так и внутри православной рамки, была её делом. Вторая имела последствием — в числе других причин, впрочем, — тот характер христианской иерархии, о котором будет упомянуто ниже. Особого рода конфликты порождались принадлежностью христиан к войску. В первом периоде о них речи быть не могло: так как христиане считались евреями, а евреи были освобождены от военной службы, то мы и христиан в войске почти не встречаем (говорим: «почти», так как обращения солдат были возможны и тогда). Но теперь иудейская личина была снята, христиане были римскими подданными наравне с прочими и подлежали набору; рождался вопрос о совместимости X. с военной службой. Поскольку этот вопрос интересовал высшие военные власти, о нём речь будет ниже; сами же христиане к нему относились двояко. Строгие решали его отрицательно, ссылаясь а) на обязанность солдата проливать кровь, б) на языческий характер воинской присяги, и в) на то, что сам Спаситель разоружил ап. Петра. Но были и более примирительные толкования, опиравшиеся на обращение Предтечи к воинам, на сотника капернаумского и на сотника под крестом. Единого решения не было; воины-мученики встречались во все времена, но наряду с этим число христиан в войске, особенно в его восточных легионах, росло и росло.
3)  Развитие внутренней организации христианских общин и христианской церкви следует в данный период той магистрали, которую мы наметили в соответственном отделе предыдущего §; созданные этим развитием перемены были очень значительны. Как было сказано раньше, христианские общины содержали двойной элемент, общеколлегиальный и специально-еврейский, причём оба могли быть сделаны элементами общинной иерархии: то были а) епископы, пресвитеры, диаконы, и б) апостолы, пророки, дидаскалы. Второй элемент был носителем духовного возбуждения и экстаза, первый — трезвой гражданской деятельности. Вначале преобладает второй элемент; при чтении посланий Нового Завета получается впечатление, что он-то и призван объединить церковь; вышло, однако, иначе, и к концу периода второй элемент (кроме дидаскалов) оказывается уже выделенным из церкви. Позднейшая традиция представляла это выделение мирным актом. По Феодору Мопсуетскому, апостолы с самого начала взяли на себя руководительство целыми областями, общины же предоставили епископам; апостолы же второго поколения, чувствуя себя недостойными имени и задачи своих предшественников, добровольно сошли с арены. Специально по римской традиции ап. Пётр, основатель римской общины, в виду близкой мученической кончины рукоположил римским епископом своего помощника и спутника Климента. Как бы то ни было, факт тот, что организация церкви развивается теперь в смысле первого, а не второго элемента. Но и тут были возможны не один, а два пути. Римские коллегии, как мы видели, управлялись не одним лицом, а коллегией «магистров»; еврейские синагоги, вообще усвоив тип коллегиальной организации, видоизменили её в смысле единовластия, имея во главе единого «архигерусиаста». Христианские общины вначале колебались между тем и другим принципом, имея во главе либо единого «епископа», либо нескольких «игуменов» (h ê gumenoi; это, однако, вряд ли было их техническим наименованием, и есть основание предполагать, что они назывались либо пресвитерами, либо епископами). К тому же при вольности первоначальной организации управляемых Св. Духом общин даже и наличность епископа не делала их монокефальными: сплошь и рядом епископ с пресвитерами, как primus inter pares, заведовал делами общины. Теперь, с ослаблением первоначального воодушевления, вопрос об организации назрел: какую форму надлежало ей дать, монокефальную или поликефальную — другими словами, епископальную или пресвитериальную? Вопрос решался различно: так, александрийская община в течение доброй половины периода управлялась пресвитериально; но вообще развитие церкви ведёт к упрочению епископального режима. «Повинуйтесь вашему епископу!» — таково ceterum censeo в пастырских посланиях к общинам «апостольского мужа» Игнатия, жившего ещё в начале рассматриваемой нами эпохи. Так-то христианская церковь уже тогда прошла через все три типа, которые вплоть до наших времён в ней повторялись в лице её различных исповеданий и сект — тип апостольски-пророческий, тип пресвитериальный, тип епископальный. Последнему принадлежала победа, по разным причинам, из коих главные — следующие: а) дальновидные мужи, имевшие в виду объединение церкви, не могли не замечать, что такое объединение гораздо легче осуществить при епископальной, чем при пресвитериальной организации отдельных общин; б) проникновение чиновной знати в христианские общины тоже на практике (хотя в теории это, разумеется, не допускалось) имело последствием руководящую роль знатнейшего из членов; в) с исчезновением апостолата забота о чистоте христианского учения перешла к епископам; это тоже благоприятствовало единоличности епископата, так как в противном случае разногласия, а с ними смута и соблазн, были неминуемы; именно борьба с ересями подчеркнула выгодность единоличного епископата. Как бы то ни было, уже в течение первого периода определяется иерархия христианских общин: низшую ступень занимают диаконы, среднюю — пресвитеры, высшую — епископ. Затем мы замечаем признаки выделения этих лиц в особое духовное сословие — клир; это выделение стоит в связи с вопросом о священстве, который тоже решается двояко, либо в смысле общинного представительства, либо в смысле преемственности. Первое решение исходит из принципа, что вся община одушевляется Св. Духом и что она, следовательно, способна избирать себе своих руководителей; второе решение — из принципа, что источник священства — сам Спаситель, через Него — Его апостолы, через них — рукоположённые ими лица. Весь период занят борьбой между обоими принципами, причём те же причины, которые содействовали развитию организации в смысле епископализма (главным образом — ослабление первоначального одушевления), содействовали также и решению вопроса о священстве в пользу преемственности. Это решение упрочило привилегированное положение тех общин, в которых апостольская преемственность никогда, по традиции, не прерывалась принципом общинного представительства, то есть, согласно сказанному выше, главным образом римской. Всем этим развитием было в значительной степени подготовлено объединение христианских общин, то есть образование христианской церкви, состоявшееся, как уже было сказано, около 180 г. по Р. Х. Поводом к нему послужила ересь монтанистов (см.); дело произошло следующим образом. В связи с оттеснением апостольского и пророческого элемента ожидание второго пришествия Спасителя, воодушевлявшее христиан в первый период, стало уступать место уверенности в долговечности мира и необходимости считаться с его требованиями. Это отрезвление умов было коррелятом усиления епископализма. Оттеснённые элементы пророческого экстаза и эсхатологических ожиданий прорвались наружу именно в монтанизме, около половины II века, в Малой Азии. Понятно, что монтанистский кризис принял антиепископальный характер и сплотил епископальные общины воедино для общего отпора. Средством были так назыв. синоды, в которых принимали участие сначала епископы вместе с другими делегатами общин, а затем одни только епископы. Прежде всего малоазиатские общины стали устраивать антимонтанистские синоды — первые, о которых мы знаем; затем обе партии попытались заручиться содействием римского епископа Елевфера, который высказался против монтанистов. Это положение дел содействовало стремлению римской общины и её епископа к примату власти, замеченному нами уже в первом периоде. Особенно энергичным ревнителем римского примата был преемник Елевфера, Виктор (189—199). По его почину были созываемы провинциальные синоды по вопросу о праздновании пасхи; их постановления ему сообщаются, а он, в свою очередь, циркулярно извещает провинциальных епископов о постановлениях римского синода. Когда все общины, кроме малоазиатских, согласились с римским решением пасхального вопроса, Виктор отлучил малоазиатские общины от церкви как «инославные» (heterodoxoi). Так-то намечается тенденция к организации христианской церкви, с римской точки зрения — в её иерархическом, со вселенской точки зрения — в её соборном элементе. Иерархическим элементом этой организации были: 1) епископы отдельных общин, 2) митрополиты, то есть епископы главных общин каждой провинции (эти «митрополии» мы выделили в нашей статистике выше), и 3) (будущий) папа, то есть епископ римской общины. Этим трём иерархическим ступеням соответствуют три соборные ступени, а именно: 1) епископу — экклисия, то есть собрание членов общины, 2) митрополиту — синод, то есть собрание епископов всех общин, имеющих своим центром данную митрополию, и 3) папе — вселенский собор, то есть собрание епископов всех христианских общин. Этот последний ещё не существует, но пробел уже чувствуется. Понятно, что при существовании этого пробела в соборной организации значение соответственного фактора иерархической организации должно было сильно расти; понятно также, что с его заполнением должен был зародиться антагонизм между иерархическим и соборным элементами церковной организации — но это были задачи будущего.

#### Отношение к христианству римского общества
В отношении к христианству римского общества мы должны различать две точки зрения: точку зрения простонародья и точку зрения образованных людей — согласно тем двум течениям в античном мире, о которых речь была выше.
1. Тот принципиальный антагонизм, о котором там было сказано, — антагонизм между   X. как религией страждущих и античностью как культом силы, здоровья и красоты — имеет своим предположением одно только верхнее течение в античном обществе; простонародья он не касается. Оно было принципиально, хотя и не сознательно, предрасположено к X. Со временем естественная логика событий повела к сознанию этого предрасположения — в третьем периоде, — но именно поэтому следует допустить, что несомненная враждебность простого населения Римской империи к X. была основана на преходящих факторах, отчасти же на недоразумениях. Так оно и было. Обвинения простого народа против христиан, не раз приводившие к христианским погромам, сводились, главным образом, к трём: атеизму, ненависти к человеческому роду и «тиестовским» пиршествам и «эдиповским» совокуплениям.
  - Что касается атеизма, то реальной подкладкой этого обвинения был отказ христиан поклоняться языческим богам, который у многих принимал форму вызывающего пренебрежения к ним; с этой точки зрения простонародье нередко сопоставляло христиан и эпикурейцев, несмотря на диаметрально противоположный характер того и другого учения. Между тем, при гражданском характере античной религии уважение к родным богам было залогом преуспеяния всей общины; за проступки отдельных лиц, оставшиеся неискупленными, божество карало всю общину (saepe Diespiter neglectus incesto addidit integrum: Гораций). Отсюда понятно, что присутствие христиан в общине должно было внушать её гражданам-язычникам сильнейшую тревогу; при всякой катастрофе, казавшейся последствием божьего гнева, виновниками считались христиане, и последствием был нередко погром.
  - Обвинение в ненависти к человеческому роду (odium generis humani) имело в своём основании, по-видимому, следующее. Во-первых, обособление христиан от язычников в тех собраниях и увеселениях последних, которые примыкали так или иначе к культу (а сюда относились, между прочим, и игры), и их большей частью строгое воздержание от употребления в пищу жертвенного мяса (ср. также кличку genus tertium). Во-вторых, и особенно, их радостное ожидание близкой кончины мира и естественно вызываемое им ликование по поводу катастроф, считавшихся её предвестниками; характерно, что обвинение в odium generis humani раздалось впервые во времена пожара Рима при Нероне, в самый разгар эсхатологических надежд. В-третьих, наконец, явно проповедовавшееся христианами убеждение, что весь мир, кроме облагодатствованных крещением, лежит во зле и подлежит вечной каре.
  - Обвинение в Тиестовских пиршествах и Эдиповских совокуплениях (по мифологии, Тиест был угощён мясом собственных детей, Эдип же сочетался браком с матерью) часто раздавалось в древности (да и не только в древности) против сект, не допускающих посторонних людей к своим священнодействиям; по отношению к X. оно находило себе пищу в грубом толковании таинства евхаристии и обычая вечери любви.
2. Что касается образованного общества, то оно отчасти повторяет обвинения простонародья, которому было в значительной степени обязано своими сведениями; но его собственная точка зрения — другая.
  - Его трезвому интеллектуализму претила вся та атмосфера чуда, которой было окружено X., начиная с самой идеи богооткровенной религии, продолжая сверхъестественными подвигами её Основателя и деяниями Св. Духа в Его общине и кончая эсхатологией. Против всего этого учения оно ссылается на свидетельство здравого смысла, готовое признать во всём X. дело одних шарлатанов и их жертв.
  - Его биологическому аристократизму было антипатично как содержание христианского учения (бедная обстановка земной жизни Спасителя, Его жалкая и позорная смерть и т. д.), так и в особенности то почти привилегированное место, которое оно отводит всем отверженным — грешникам, немощным, нищим, простоватым.
  - Его развитому художественному чутью была противна безыскусная и часто грубая форма христианской проповеди, делавшая её доступной необразованной черни, но неспособной удовлетворить более требовательных по этой части людей.
  - Его положению как носителю античной культуры было ненавистно отрицательное отношение христиан к этой культуре, которую они безжалостно разрушали ради своих надежд на фантастические блага в загробной жизни. — Таковы главные стороны в тех нападениях на X., которые исходят от языческого образованного общества. Мы встречаем те или другие из них у целого ряда писателей, начиная с правления Траяна: у Тацита, Аристида, Лукиана. Особенно важны два современника Марка Аврелия — Фронтон и Цельз, и ещё писатель эпохи Северов, Филострат. Фронтон и Цельз писали обличительные сочинения против христиан, которые нам не сохранены, но могут быть отчасти восстановлены («правдивое слово» Цельза — даже очень точно) на основании ответов Минуция Феликса и Оригена. Что касается Филострата, то он прямо не возражает христианам, но выставляет против них чудодея новопифагорейской школы, Аполлония Нанского, с очевидным намерением подчёркивая в его портрете те черты, которые характеризуют его как соперника и притом — с точки зрения автора — счастливого соперника Христа.

#### Отношение к христианству римских властей
Отношение к христианству римских властей сильно обострилось к началу периода: христиане, окончательно отделившись от евреев, перестали пользоваться теми привилегиями, которые им предоставлялись.
Поводом к столкновению послужил культ императора; именно  Домициан был в этом отношении очень требователен, и восточные провинции, особенно Малая Азия, охотно шли навстречу его желаниям. Отказ принести жертву перед статуей императора юридически мог быть рассматриваем с двух точек зрения, либо как преступление против религии (sacrilegium), либо как оскорбление величества (majestas); последствия были одинаковы — казнь. Формы были несколько различны: для crimen majestatis требовалось обвинение и состязательное судопроизводство (что, однако, при обилии делаторов в эпоху Домициана особых затруднений не представляло); для sacrilegium достаточно было наместнического следствия по формам разыскного процесса. Подробностей мы не знаем: знаем только, что Малая Азия стала ареной гонений и что один из тамошних христиан, мученик Антип, был первой жертвой нового направления императорской политики (о Флавии Клементе см. выше). Ответом X. был Апокалипсис Иоанна. Реакция правления Нервы была благодетельной также и для христиан, хотя теоретически их религия продолжала считаться запрещённой; но при Траяне гонения начались вновь. На этот раз непосредственным поводом к преследованию послужили коллегии, права которых император сузил донельзя; упраздняя запрещённые коллегии, наместник Вифинии Плиний Младший должен был иметь дело и с христианами (этому обстоятельству мы обязаны его высокоинтересными письмами о христианах). На его вопрос, как ему относиться к ним, император ответил рескриптом следующего содержания: христиан не отыскивать, анонимные доносы оставлять без последствий, в случае обвинения уличённых наказывать, но отрекающихся от X. и в доказательство искренности раскаяния приносящих жертву богам миловать. Выходило всё-таки, что христианин подлежал наказанию как таковой, а не за какие-либо связанные (по народному поверью) с X. проступки. Рескрипт Траяна был юридическим основанием для процессов против христиан и при его преемниках Адриане и Антонине. Новый момент ввёл лишь рескрипт Марка Аврелия 177 г. (или незадолго до того). Это была эпоха ожесточённых христианских погромов, особенно в Галлии и Малой Азии; считаясь с настроением народных масс, император приказал судить и наказывать (знатных — заточением, незнатных — смертью) тех, кто введением новых культов подаст повод к народным смутам; порядок процесса был разыскной, что было значительным ухудшением в сравнении с рескриптом Траяна. Действительно, при Марке Аврелии мы опять имеем гонения и мучеников; особенно прославилась геройством своих подвижников Лионская община (мартиролог её епископа Пифона и многих других, в том числе Блондины). Гонения улеглись при Коммоде благодаря покровительству Марции (см. выше); это было также время сплочения христианской церкви (папа Виктор I, см. выше). Мир продолжался около 20 лет; он был нарушен Септимием Севером, который, оставляя в силе рескрипты прежних императоров против христиан (на основании их уже в 197 г. произошло местное гонение в Африке), в 201 г. издал новый, обращённый специально против перехода язычников в X. Рескрипт этот подал повод к очень сильным и жестоким гонениям, особенно в Александрии (здесь пострадал, между прочим, отец Оригена, Леонид) и Африке (сюда относится, между прочим, мученическая смерть св. Перпетуи и её товарищей, о которой нам сохранилось простое и трогательное описание на обоих языках, отчасти ею самой составленное). Гонения эти, однако, улеглись быстро, и остальное правление Северов было бы вполне мирным, если бы не фанатизм одного солдата-христианина в 211 г., который к раздачам по поводу вступления на престол сына Септимия, Каракаллы, демонстративно явился без венка на голове и этим нарушением дисциплины возбудил смуту в войске. Эта демонстрация, осуждённая большинством христианского общества (только ригорист Тертуллиан в своём сочинении «О венке» принял сторону солдата-исповедника), послужила поводом к новым преследованиям христиан в Африке, Нумидии и Мавритании. Но затем мир водворился надолго; Каракалла ничего против христиан не предпринимал (говорили, что он «был вскормлен христианским молоком»), при сумасбродном Гелиогабале делаются первые шаги на пути к установлению христианского гражданского права в противовес общегосударственному (устав о браке папы Каллиста или Каликста), а Александр Север даже благоприятно относился к Христу и христианам. Правда, при Каракалле же произошла кодификация также и законов против христиан юристом Ульпианом (при чём   X. было подведено под рубрику «оскорбление величества»), но ближайших последствий эта кодификация не имела. Убийство Александра Севера в 235 г. и восшествие на престол его врага Максимина Фракийца были концом этого периода мира; последовали новые гонения, которые носят, однако, уже другой характер.

#### Христианская литература в этом периоде
Возникновение христианской литературы в этом периоде объясняется сказанным выше об интенсивности распространения христианства в римском обществе и об отношении к нему языческой части этого последнего. Приток образованных людей в христианские общины сделал возможной литературную деятельность в их среде; нападения, которым X. подвергалось со стороны язычников, сделали эту деятельность желательной. Всё же она была для X. небезопасна; опасность была даже двойная, исходя и от формы, и от содержания. Что касается, прежде всего, формы, то литературная деятельность имела для античного человека условием усвоение выработанной вековой работой греческих и римских писателей художественной прозы с её двумя разновидностями, классицизмом и азианизмом, для чего требовалось сознательное прохождение техники языческой риторической школы и сознательное подражание языческим образцам. В теории и то, и другое было признано неподобающим для христианина, но на практике и то, и другое было осуществлено, и вся христианская литература была написана с большим или меньшим успехом той художественной прозой, которая так контрастировала с безыскусственной простотой апостольских посланий. — Гораздо серьёзнее была опасность со стороны содержания. Образованные христиане были призванными посредниками между античной культурой и молодым христианским обществом; для них было очень естественно — отчасти чтобы приспособить X. к собственному миросозерцанию, отчасти чтобы доказать язычникам, что X. не уступает их авторам глубиной своего содержания, — вводить в него элементы языческой образованности, особенно философии. Эти стремления особенно наблюдаются в среде гностицизма, этой «острой эллинизации X.», и именно рассматриваемый нами период занят борьбой православного X. с гностическими ересями. Но и в среде православного X. произошёл раскол: в то время как некоторые страстно боролись со вторгающимися в X. языческими элементами, другие более или менее сознательно старались их приобщить к нему, выставляя на вид, что X. — самое древнее учение в мире и что из него потекли как еврейский закон, так и греческая философия (см. выше), которая поэтому может и должна быть введена обратно в христианское учение. Это течение одержало верх, и результатом был тот компромисс, благодаря которому X. сделалось носителем античной образованности среди народов новой Европы; при этом наибольшую притягательную силу обнаружили среди греков — Платон и неоплатоники, среди римлян — Цицерон. Что касается языка христианской литературы, то им был в течение почти всего нашего периода исконный язык   X., греческий; папа Виктор был первый, который свои приказы издавал на латинском языке, и лишь к концу периода мы встречаем первых римских писателей-христиан с притязаниями на художественность.
Оставляя, согласно сказанному, в стороне так назыв. древнехристианскую литературу, то есть евангелия (канонические и апокрифические), апокалипсисы и произведения апостольских мужей с «Пастырем» Ермы включительно, мы начинаем свой обзор с апологетов, то есть тех писателей, которые отстаивали христианское учение от нападений язычников, будь то языческое общество в обеих своих составных частях или языческие власти. Апологетика состояла из двух элементов, оборонительного и агрессивного; вначале, как это естественно, преобладает оборонительный элемент, и лишь к концу периода христиане чувствуют себя настолько сильными, что от защиты собственной религии переходят к письменному обличению религии язычников. Но так как первые споры о христианской религии велись не с язычниками, а с евреями, то и первая апология, о которой мы знаем, была направлена против иудаизма, с целью доказать, что X. — истинная религия Писания и исполненных пророчеств. Это был диалог Аристона Пеллейского «Беседа (иудео-христианина) Язона и (еврея) Паписка»; нам она не сохранена, но ею пользовались и Цельз, и Ориген. Сюда же относится диалог Иустина с Трифоном. Не сохранена также и первая апология против язычества: «ученика апостолов»  Кодрата (то есть Квадрата), вручённая имп. Адриану в его бытность в Афинах (стало быть, либо в 125—126, либо в 129—130 гг.); так как это была supplicatio, то понятно, что она носила чисто оборонительный характер. Первая по времени из сохранившихся апологий — найденная не так давно (1889) — апология Аристида, поданная им имп. Антонину Благочестивому (а не Адриану, как думали раньше). Но гораздо знаменитее представленная несколько позднее тому же императору апология первого христианского философа, мученика Иустина, в которой он старается расположить императора в пользу X., выдавая последнее за новую философию, объявленную миру, и указывая на нравственную жизнь и верноподданнические чувства его приверженцев. Этим сочинением много пользовались в позднейшие времена. Гораздо менее симпатична апология его ученика, Татиана, писавшего уже в эпоху Марка Аврелия («Слово к эллинам») — первый пример агрессивной апологии; в ней ясно сказывается антикультурный характер того течения X., к которому принадлежал автор и которое языческим обществом отождествлялось с X. вообще. Татиан относится одинаково враждебно как к художественной форме античной литературы, так и к её философскому содержанию; позднее он, впрочем, перешёл в ересь энкратитов, совмещая таким образом, как истинный враг античности, ненависть к культуре с ненавистью к природе. Прямой противоположностью Татиану был философ-христианин Афинагор, относящийся тоже к эпохе Марка Аврелия; ему он посвятил очень красивое по форме и симпатичное по содержанию «Заступничество за христиан», в котором он опровергает в особенности обвинения, касавшиеся так наз. тиестовских пиршеств и эдиповских совокуплений (см. выше). В том же духе были относящиеся приблизительно к тому же времени апологии  Феофила, Аполлинария и Мелитона; ближе к Татиану примыкает задорный памфлет Ермия против философов. Полемика с язычниками была только одной стороной христианской апологетики; другой была полемика с еретиками. Не всегда эта полемика принимала литературные формы, но специально-гностическая ересь должна была вызвать литературную полемику, так как её приверженцами часто были образованные люди, имевшие в своём распоряжении всю сокровищницу греческой мудрости. Первым апологетом-ересиологом был, насколько мы знаем, названный выше Иустин; его сочинения против гностика Маркиона и «Синтагма против всех ересей» нам не сохранены, но ими пользовался самый выдающийся из всех ересиологов, Ириней, ученик апостольского мужа Поликарпа, погибший мученической смертью в Лионе во время Северовских гонений в 202 г. Его главным сочинением было «Обличение и опровержение лжеименного знания (gn ô sis)» в 5 кн., обращённое против гностической ереси валентиниан; до нас оно дошло и в подлинных отрывках, и в латинском переводе. Учеником Иринея был второй главный ересиолог Ипполит, бывший в Риме антипапой при Каллисте и его ближайших преемниках, заточённый в Сардинии вследствие гонений, разразившихся после смерти Александра Севера, и там умерший. Его главное сочинение, «Обличение всех ересей» (230 г.), состояло из 12 книг, из коих первая была известна давно, но ходила под именем Оригена (под заглав. «Philosophumena»), a 4-10-я найдены в 1842 г. Ипполит доказывает, что обличаемые им еретики черпали своё учение отчасти из греческой философии, отчасти из мистерий, отчасти из астрологических и магических систем; поэтому он предпосылает своему обличению изложение всех этих источников ересей (отсюда специальное заглавие первой книги).
Такова была христианская апологетика в обеих своих отраслях. Вторым полем литературной деятельности христианских писателей нашего периода была  догматика, то есть изложение христианского учения в духе православной церкви. Видами догматической литературы были отчасти трактаты, форма которых была заимствована из богатой философской литературы язычников, отчасти экзегезы, то есть пояснительные статьи к отрывкам, личностям или мотивам Писания, форму которых, заимствованную из комментариев к греч. философам, Филон Иудей ещё в эпоху Калигулы применил к Ветхому Завету; но, разумеется, и апологетические сочинения, особенно антиеретические, могли прямо или косвенно преследовать догматические цели. К догматистам принадлежат некоторые из названных выше апологетов, как Иустин, Ириней, Ипполит; но их всех затмила так называемая александрийская школа богословов, главным образом Климент Александрийский (так называемый в отличие от Климента, папы римского) и его ученик Ориген. На направление александрийской школы имело влияние то обстоятельство, что здесь находилась первая христианская школа катихитов, о которой мы слышим (ею заведовал учитель Климента, бывший стоик Пантен, а после него сам Климент; закрытая в 202 г. по поводу Северовских гонений, она вскоре была вновь открыта), а затем и то, что здесь жива была ещё традиция александрийской учёности, как языческой, так и иудейской. Александрийцы стали преимущественно учёными среди христиан: их делом было установление «христианского гносиса», благодаря которому «знающий» христианин (gn ô stikos), пользуясь всеми духовными преимуществами обыкновенного «верующего» (pistos), возвышается над ним сознательным отношением к своей религии. Для установления этого гносиса александрийцы пользуются всей сокровищницей античной философии, в которой они видят, подобно еврейскому закону, воспитательную меру Бога по отношению к человечеству до откровения ему христианских истин. В противоположность фанатикам вроде Татиана александрийцы были ревнителями слияния античности (то есть лучшей её части) с   X.; они подняли христианскую образованность на такую высоту, что обвинения X. в антикультурности стали отныне беспочвенными. Впрочем, деятельность самого Климента была скорее подготовительного характера: своей «Речью к эллинам» он примыкает к апологетам, в своём «Педагоге» развивает принципы христианской нравственности, а в своём главном сочинении «Stromateis» (то есть «Ковры»: оригинальный титул дан по пестроте содержания) установляет и обосновывает сущность христианского гносиса (все три сочинения нам сохранены). Настоящим догматистом был ученик Климента, великий Ориген (185—254, жертва гонения Деция); он ввёл в христианскую литературу форму экзегезы и в особенности тройной метод толкования Св. Писания, по материи (s ômatikô s), морали (psychik ô s) и по духу (pneumatik ô s); в философии он был последователем неоплатоников и отчасти Филона; главным образом благодаря ему греческое учёное богословие получило тот неоплатонический характер, который смущал многих и под пером Оригена дал несколько рационалистических выводов, поведших к отлучению автора от церкви ещё при жизни александрийским синодом (232), затем после его смерти Римом (399) и Константинопольским собором (553). Эти отлучения не имели влияния на общую судьбу греческого богословия; уничтожить его неоплатонизм оказалось невозможным. Из многочисленных сочинений Оригена в IV в. богословы Григорий Назианзин и Василий Великий сделали выборку под именем « Philokalia»; нам сохранены как она, так и много других его сочинений. К апологетам Ориген примыкает своим опровержением «правдивого слова» Цельза (см. выше); опровержение это, однако, не особенно удачно, и его главный интерес для нас состоит в том, что благодаря ему мы получаем точное представление об опровергаемом сочинении.
Все упомянутые писатели пользовались для своих сочинений греческим языком, который вообще был в течение почти всего II в. языком христианской проповеди и переписки даже среди западных общин. Первыми писавшими на латинском языке считаются римский папа Виктор и Аполлоний, из коих последний произнёс пред римским сенатом апологию   X.; от неё нам не осталось следа, Виктору же (по мнению Гарнака) принадлежит сохранённый под именем Киприана трактат «De aleatoribus». Если эта гипотеза справедлива, то оба названных писателя очень знаменательно открывают собой латинскую христианскую литературу: с одной стороны — апологетика, с другой, вместо догматики — практическая мораль. Писателем-художником Виктор, впрочем, не был; этого имени заслуживают лишь два писателя, писавшие в начале III в., — Тертуллиан и Минуций Феликс. Первый — автор многих сочинений как апологетического, так и моралистического и догматического характера (в области догматики он, впрочем, писал лишь трактаты; экзегеза лишь в четвёртом периоде привилась к римской литературе); по своему характеру он напоминает Татиана и подобно ему кончил жизнь еретиком (монтанистом); он был художником слога, будучи приверженцем очень идущей к его страстной натуре африканской латыни, этой крайней ветви азианизма. От Минуция Феликса нам сохранилось только одно сочинение, а именно апология под загл. «Октавий», без сомнения самая красивая из всех по форме; автор подражает Цицерону, которому обязан в значительной степени и содержанием своего трактата; вообще он пытается обосновать X. скорее как философию, чем как религию, избегая всего, что ввиду своей сверхъестественности претило интеллектуалистическому настроению римского общества. Таково было начало римской христианской литературы; её расцвет относится к обоим следующим периодам.
 Литература (кроме некоторых сочинений, приведённых в литературе к предыдущему периоду). Renan, «Histoire des origines du christianisme» (т. V—VII, 1877-82; только до Марка Аврелия); Keim, «Rom und das Christentum» 1881); Aubé, «Histoire des persécutions de l'église jusqu' á la fin des Antonins» (1875); его же, «Histoire des pers écutions de l'église. La polémique paienne á la fin du II sié cle» (1878); его же, «Les chr étiens dans l’empire Romain de la fin des Antonins au milieu du III siécle» (1881); Allard, «Histoire des persécutions pendant les deux premiers sié cles» (1885); его же, «Histoire des persecutions pendant la premi ére moitié du troisiéme siécle» (1886); Doulcet, «Essai sur les rapports de l'église chrétienne avec l'é tat Romain» (1883); Ramsay, «The church in the Roman empire» (1894); Hardy, «Christianity and the Roman governement» (1894); Лебедев, «Эпоха гонений на христиан» (1 изд., 1885; 2 изд., 1897). О юридической подкладке гонений: Mommsen, «Der Religionsfrevel nach r ömischem Recht» («Historische Zeitschrift», 1890); Le Blant, «Les persé cuteurs et les martyrs» (1893); ср. русскую полемику, приведённую в предыдущем § . Об Антонинах см. Overbeck, «Studien zur Geschichte der alten Kirche» (I тетр., 1875). Сомнительные эдикты Адриана и Антонина Благочестивого и несомненно подложный Марка Аврелия оставлены нами без внимания; в пользу подлинности Адрианова эдикта высказались Doulcet, Lightfoot («The apostolic fathers», II, 1,188 9), Ramsay, Hardу, Harnack («Texte und Untersuchungen», XIII), Mommsen, в пользу частичной подлинности Антонинова — Harnack. О Септимии Севере см. ещё G örres, «Das Christentum und der römische Staat zur Zeit des Kaisers Septimius Severus» («Jahrbücher für p rotest. Theologie», 1878). О христианской литературе: Norden, «Antike Kunstprosa» (т. II, 1898): Зелинский, «Художественная проза и её судьба» («Вестник Европы», 1898, ноябрь); его же, «Цицерон в истории европейской культуры» («Вестник Европы», 1896, февр.). Самый капитальный труд: Harnack, «Geschichte der altchristlichen Litteratur bis Eusebius» (1893 и сл., в трёх частях: первая даёт инвентарь, вторая — хронологию, третья — связное изложение; к концу 1902 г. были напечатаны только первая часть и первая половина второй); затем Bardenhewer, «Patrologie» (1894); его же, «Geschichte der altkirchlichen Litteratur» (т. I, 1902); Schanz, «Geschichte der romischen Litteratur» (т. III, 1896; от Адриана до Константина Вёл.); Миртов, «Нравственное учение Климента Александрийского».

### Третий период: эпоха универсальных гонений (235—325)
Третий период: эпоха универсальных гонений с целью разрушения христианской церкви, от смерти Александра Севера до единодержавия Константина Великого (235—325). Удерживая схематизацию предыдущего §, мы и здесь будем различать:
- внутреннюю жизнь христианской церкви,
- отношение к X. римского общества,
- отношение к нему римских властей и
- историю христианской литературы нашего периода.

#### Внутренняя жизнь христианской церкви
Внутренняя жизнь христианской церкви  будет нами и здесь рассмотрена с трёх точек зрения: с точки зрения экстенсивного, затем интенсивного распространения X. и, наконец, с точки зрения развития церковной организации.
1. Что касается, прежде всего, экстенсивного распространения X., то именно в этот период X. получило в Римской империи тот численный перевес, который к его концу заставил римского императора признать его равноправность с другими религиями государства. Об отдельных провинциях можно сказать следующее.
  1. В  Палестине происходит окончательное выделение X. из иудейской среды. Бедная община иудеохристиан, избегаемая в одинаковой степени и евреями, и прочими христианами, чахнет и гибнет; держится X. только среди эллинского населения страны, и там очень слабо; только благодаря содействию Константина христианам удалось получить в свои руки заведование святыми местами. Митрополией была Кесария; впрочем, кесарийский епископ имел соперником епископа Элии (Адрианова города, основанного на месте разрушенного Иерусалима с запретом евреям селиться в нём) в руководительстве провинциальными синодами,
  2. В Финикии дела обстояли немногим лучше; и здесь столпом X. был греческий элемент страны в приморских городах; внутри страны мы встречаем X. только в Дамаске, Пальмире и Панеаде благодаря сильному проценту греческого населения. Митрополией был Тир; впрочем, финикийские синоды только в этот период обособились от палестинских. На первый вселенский собор Финикия послала одиннадцать епископов.  
  3. В Сирии лежала столица восточного X., «прекрасный город греков», как его называли, Антиохия, откуда учение Христа начало своё шествие по языческому миру. В данное время этот город был уже почти наполовину христианским; кроме провинциальных синодов, сюда созывались ещё великие областные, с участием до 80 епископов со всего Востока, от берегов Чёрного моря до Месопотамии и Палестины включительно. В других сирийских городах X. тоже было довольно распространено; на Никейский собор они отправили 20 епископов.
  4. Из Кипра на Никейский собор пошло три епископа; всех было, однако, больше; подробности нам неизвестны.
  5. В Египте благодаря многочисленным грекам и евреям X. было сильно распространено: христиан было едва ли не больше, чем евреев, то есть больше миллиона. Епископов было при Афанасии, то есть к концу периода, около сотни; епископальных кафедр нам известно около пятидесяти; на Никейский собор отправилось 29 епископов. Впрочем, Египет только в течение этого периода переходит от пресвитериального строя к епископальному с назначениом епископов митрополитом, то есть александрийским епископом. В IV в. X. впервые проникает в Абиссинию.
  6. В Киликии митрополией был Тарс, родина апост. Павла; число христиан было значительно; на Никейском соборе Киликия была представлена десятью епископами.
  7. Прочая  Малая Азия была самой христианской из всех областей, подобно тому как раньше она была более всех предана культу императора; здесь ясно сказывается, насколько этот последний в смысле универсальной религии был подготовлением к X. Митрополиями были Кесарии (для Каппадокии), Никомедия (для Вифинии), Анкира (для Галатии), Лаодикея (для Фригии), Иконий (для Писидии и Ликаонии) и Ефес (для Малой Азии в тесном смысле). Духовным центром был долгое время Ефес; он остаётся таковым и в рассматриваемый период, но его значение внутри общехристианской церкви переходит к Риму.
  8. На Балканском полуострове христианизация подвигалась туго: на севере дикие племена оказались мало восприимчивы к той христианской проповеди, которая была в ходу в те времена (её характеристику см. выше; секрет христианской проповеди для варваров был открыт лишь Римом, на пороге средних веков); что же касается греческого населения, то оно на своей родине обнаруживало гораздо более привязанности к своей старой религии, чем в колониях и диаспоре. К названным в предыдущем § христианским общинам прибавилось здесь немного.
  9. В Придунайских провинциях мы встречаем X. лишь в наш период; по причине, упомянутой в предыдущем пункте, оно и здесь не пользовалось особенным успехом. В восточных провинциях (Месии, Паннонии) греческая проповедь конкурировала с римской, при чём, однако, последняя перевешивала; западная (Норик) вся зависела от Рима.
  10. В собственной   Италии  с Сицилией X. было очень распространено. Уже в 250 г. в синоде, созванном папой Корнелием против Новатиана, присутствовало 60 (исключительно италийских) епископов; всех, стало быть, было около сотни, и языком римской общины был со времени папы Фабиана (236—250) латинский; до него греческий перевешивал; папа Ипполит, как мы видели, был ещё греческим писателем.
  11. В Верхней Италии успехи X. были довольно скромны: она тяготела не к Риму, а к Балканскому полуострову. Западная часть вся была ещё языческая; из восточных общин три главные — Равенна, Аквилея и Милан (Медиолан) — были основаны лишь к началу нашего периода.
  12. В Галлии (с Бельгикой, Ретией и Римской Германией) число общин было не очень велико: из списков провинциальных синодов в Риме (313) и Арле (316) мы знаем, что к этому времени там было двадцать епископов. Распределение христиан было очень неравномерно: на юге христианское население в начале IV в., по-видимому, уже задавало тон — в Бельгике самая значительная община, трирская, была в ту же эпоху очень скромна.
  13. Христианизация Британии  была делом нашего периода; в эпоху Диоклетиановых гонений просиял британский первомученик Албан, имя которого хранит город St.-Albans; синод в Арле (316 г.) имел членами трёх британских епископов — Лондонского, Йоркского и Линкольнского.
  14. Для Северной Африки от Триполиса до океана наша эпоха была временем наибольшего расцвета; она же была для неё временем усиленной христианизации. Карфагенская епископальная кафедра не уступала никакой другой во всей империи, кроме римской, чему, по-видимому, немало содействовала могучая личность епископа Киприана (ок. 250); впрочем, ещё до него синод в Карфагене (ок. 220) собрал до 70, синод в Ламбезе (не позже 240 г.) — до 90 епископов. К началу IV в. их было уже более 125. Распределение было в географическом отношении почти так же равномерно, как и в Малой Азии, но в этнографическом очень неравномерно. «Быстрота распространения X. в этих провинциях соответствовала быстроте его исчезновения под гнётом ислама. Туземное население берберов или совсем не было охристианено, или очень поверхностно. Следующий слой населения, пунический, по-видимому, стал большею частью христианским, но так как пунический язык никогда не был церковным и пунической библии не было, то его христианизация не была прочной. Третий слой, греко-римский, вероятно, весь принял X., но он был слишком тонок» (Гарнак).
  15. X. Испании известно нам благодаря актам Эльвирского собора, на котором присутствовало до 40 епископов; оно было там довольно распространено, но в нравственном отношении стояло очень невысоко.
2. Что касается интенсивного распространения X. в наш период, то в общем надо заметить, что древняя епископия далеко не то, что нынешняя; ряд точных данных свидетельствует, что епископии в 3000-4000 человек были нередки, а бывали епископии в 150 и ещё менее человек (ещё в конце IV в.). Цифровые данные мы имеем только для римской общины, из коих видно, что при папе Корнелии (около 250 г.) римская церковь имела 46 пресвитеров, 7 диаконов, 7 поддиаконов, 42 аколуфа, 52 члена низшего клира (аксоркисты, начётчики и привратники) и свыше 1500 вдов и бедных; церквей было в 300 г. свыше сорока. На этом основании Гарнак определяет численность римской общины в 3000 0 членов; о её значении красноречиво свидетельствует слово императора Деция, что он скорее примирится с соперником-императором в Риме, чем с соперником-епископом. Относительно распространения X. в различных слоях населения достаточно сослаться на сказанное в предыдущем §, присовокупив, что различие между культурным уровнем язычества и X. в течение нашего периода уже почти исчезает; это видно из внимания, которое философ-платоник Плотин уделяет христианским догматам, в сравнении с пренебрежением, с которым Цельз отзывался об умственном содержании X. По-видимому, уровень языческой и уровень христианской культуры идут навстречу друг другу: первый падает, второй растёт.
3. Относительно внутренней организации церкви следует заметить, что после победы православной церкви над апостольски-пророческой реакцией монтанизма, которой ознаменовался конец предыдущего периода, последовало новое усиление значения клира как обособленной части общины. Заслуживает внимания в этом отношении епископат папы Фабиана (236—250), который учредил низший клир в пяти степенях (поддиаконов, аколуфов, эксоркистов, начётчиков и привратников) и разделил свою общину на 14 приходов, соответственно с административным делением города Рима на regiones, определяя в каждый приход по одному диакону или поддиакону. Вскоре после Фабиана папа Дионисий (259—268) определил епархии (dioeceses), подвластные его митрополичьей кафедре; этим была завершена церковная централизация Италии в ожидании такой же централизации вселенской церкви. Эта последняя тоже подвинулась вперёд за наш период: из соперничающих с Римом митрополий Ефесская была сломлена, как мы видели, уже папой Виктором; теперь Риму представился случай вмешаться в дела также и Антиохийской. Там обнаружился раскол между общиной и её властолюбивым епископом Павлом Самосатским; по предложению имп. Аврелиана посредником был избран римский папа, и по его приговору Павел был смещён. Конечно, от этих вмешательств до формального главенства было далеко; Киприан Карфагенский такового не признавал, да и другие митрополичьи и епископальные кафедры отстаивали свою самостоятельность, ссылаясь на непрерывное апостольское преемство среди своих епископов, ради которого были составляемы апокрифические табели епископов вплоть до какого-нибудь апостола-основателя. — Внутренняя централизация отдельных общин прогрессировала в наш период в ущерб общинному самоуправлению. Выбор епископов от общины окончательно переходит к клиру, как преимущественному носителю даров Св. Духа. В некоторых областях Востока развивается институт так назыв. хорепископов (см.), то есть епископов над христианами, рассеянными в различных деревенских общинах; но городские епископы относятся к нему недоброжелательно, и он мало-помалу упраздняется. Нет сомнения, что усилению епископата значительно содействовали гонения нашего периода, направленные, как мы увидим, преимущественно против пастырей церкви; епископы-мученики были характерным признаком именно нашего периода, и они своей кровью запечатлели обаяние и святость своей власти. Другой причиной усиления епископской власти было право грехоотпущения, вновь подтверждённое и признанное за епископами вследствие победы над монтанистской ересью; третьей — право общины владеть имуществом, присвоенное не общине как таковой, а епископу как её представителю. Та христианская церковь, с которой Константин Великий заключил свой союз, была церковью епископальной, разделённой на митрополии и тяготеющей — но именно только тяготеющей — к своему римскому центру. О религиозной и церковной политике Константина см.

#### Отношение языческого общества к христианству
Отношение языческого общества к X.  значительно изменяется в наш период и притом в пользу последнего; это изменение одинаково касается как  простонародья, так и образованной части общества.
1. Что касается первого, то обвинение христиан в атеизме остаётся в силе; с идолопоклонством христиане ни в какие компромиссы не входили, и хотя провинциальные синоды и старались удерживать верующих от мученичества, достигаемого путём непочтительного обращения с предметами языческий веры, тем не менее такие случаи происходили часто и там, где они происходили, ожесточали народ. Случалось также, что какое-нибудь всенародное бедствие, приписываемое гневу богов, подавало повод к христианским погромам; но то единодушие между властями и обществом, которое наблюдается в предыдущем периоде, заметно слабеет; замечается даже доброжелательное отношение к пострадавшим христианам и удерживание от добровольного мученичества. Содействует этому, без сомнения, то обстоятельство, что второй упрёк, обращаемый к христианам — во вражде к императору, которому они отказывали в поклонении, — уже не так ожесточал общество: за эфемерных, случайно возникавших императоров смутного периода народ заступался далеко не так горячо, как некогда за своих обожаемых Антонинов. Наконец, третий упрёк — в тиестовских пиршествах и эдиповских совокуплениях — в наш период умолкает совсем; причиной этому была, без сомнения, гораздо более открытая жизнь христиан, которые при Антонинах должны были скрываться со своей верой и со своей обрядностью в замкнутом кругу единоверцев, а теперь, после продолжительного мира при Северах, перестали быть для язычников таинственным и страшным в своей таинственности обществом. Таким образом, враждебность языческой среды против христиан держалась исключительно на том мнении, что боги их ненавидят, а с ними и тех, кто им потворствует. Каждый случай, доказывавший, с точки зрения народной психологии, немощь богов в сравнении с христианским Богом, увеличивал число обращаемых. Так как принципиального различия в мировоззрении языческой толпы и христианской толпы не было, то переход из одной в другую совершался легко и быстро. Особого рода затруднение представляло войско. Его религия благодаря воинской присяге была гораздо определённее обыкновенной гражданской религии язычников; с другой стороны, те страшные бедствия, которые Рим испытывал от варваров именно в смутный период, естественно должны были породить мнение, что те же боги, которые возвеличили Рим в былые века за его благочестие, теперь карают его за богоотступничество, которое он проявил в лице своего христианского населения. Это мнение выступает чем дальше, тем с большей силой; оно, по-видимому, было причиной гонений нашего периода. Действительно, все императоры-гонители христиан были императорами военными; императоры «сенатские» гораздо доброжелательнее к ним относились, начиная уже с Александра Севера.
2. Что касается, затем,  языческой образованности, то она была представительницей той античности, которая была принципиально непримирима с X.; но именно её ряды стали быстро редеть, начиная с нашего периода. Не без основания Ренан называет год смерти последнего из Антонинов «концом античного мира»; традиции античности держатся лишь в небольшом сравнительно кружке интеллигенции, преимущественно в философии; литературная полемика с X. ведётся не с точки зрения здравого смысла, как раньше, а с точки зрения философии, специально философии неоплатонической. Правда, и здесь мы не находим более прежнего интеллектуализма, как не находим и культа здоровой природы: неоплатонизм чем далее, тем более принимает мистический характер, его приверженцы ищут опоры для ума в откровении, для нравственности — в аскезе. Интересен в этом отношении самый непримиримый противник X., ученик Плотина Порфирий (около 276). Установив богооткровенный характер философии (в своём юношеском сочинении «Об оракулах как источнике философии»), он специально против того откровения, на которое ссылались христиане, написал объёмистое произведение в 15 книгах (уничтоженное в 448 г. по эдикту императоров Феодосия II и Валентиниана III), которое вскоре вызвало возражения со стороны христианских писателей — Мефодия Тирского, Евсевия Кесарийского, Аполлинария Лаодикейского, Филосторгия и др. (нам эти возражения тоже не сохранены: тем, что мы знаем о сочинении Порфирия против христиан, мы обязаны Лактанцию, Августину и особенно Макарию Магниту, который своему язычнику влагает в уста соображения, заимствованные у Порфирия). Ново у Порфирия то, что он Христа щадит, признавая его мудрым и почтённым мужем, любимцем богов, который сам никогда себя богом не называл; всё же X., по его мнению, — злостное измышление учеников Христа. Христианские книги Порфирий изучил основательно и обстоятельно их обличает с точки зрения как философской, так и исторической критики; особенно любопытно его отношение к еврейским пророчествам, в которых он видит vaticinia post eventum. На той же точке зрения, как Порфирий, стоял и Иерокл; и он в своих «правдолюбивых речах» против христиан (в 2 кн.; нам они известны только из возражения Евсевия Кесарийского), проводя параллель между Христом и Аполлонием Тианским, признаёт благочестие и богоугодность первого и упрекает христиан лишь в том, что они не сумели оценить как следовало эту чисто человеческую мудрость. А чтобы иметь в своём распоряжении противовес Христу, неоплатоники ухватились за легендарную личность древнего мудреца Пифагора; в этом смысле и с этой целью написал его биографию ученик Порфирия Ямвлих. Вступив на эту почву, философы сами лишили себя своего лучшего оружия против X.; кто раз допускал чудо и откровение, тот не мог уже более убедительно оспаривать X., зародившееся в откровении и выросшее на чуде. Неоплатоническая полемика была осуждена на безуспешность; те принципы, которые одни только и делали возможной борьбу с X., — принципы подлинной античности как основанного на разуме культа природы в её силе, здоровье и красоте — умерли ещё раньше полного торжества креста над язычеством. Умерли они надолго; лишь эпохе Возрождения было суждено опять призвать их к жизни.

#### Отношение римских властей к христианству
Отношение римских властей к X. коренным образом изменяется с началом нашего периода. Хотя вселенская церковная организация и существовала уже с 180-го приблизительно года, но прошло с тех пор более полувека, прежде чем эта перемена отразилась на самом методе, так сказать, гонений. Римские власти по-прежнему имели дело с отдельными христианами, доказывавшими свою зловредность тем, что отказывали в поклонении императору или смущали легкомысленный народ новыми верованиями и культами. Со смерти последнего из Северов это отношение к X. изменилось; новый император, провозглашённый войском Максимин, сын простого фракийского крестьянина и питомец войсковой религии, решил вернуть империю к её прежним богам и направил свои гонения специально против христианского клира, то есть епископов, пресвитеров и диаконов. Наказание, однако же, было смягчено: вместо казни, по крайней мере в некоторых случаях, назначалось заточение. Этой каре подверглись в 238 г. оба соперника-епископа Рима, Понтиан и Ипполит, что имело благодетельным последствием прекращение раскола в римской общине. Вообще гонения Максимина, которого далеко не везде признавали императором, не успели получить универсального характера. После его гибели в 238 г. опять наступило время сенатских императоров, благоприятно относившихся к X.; их примеру последовал в этом отношении и следующий войсковой император, второй после Максимина варвар на римском престоле, Филипп Араб. Про него говорили даже, что он в душе был христианином и тайно принимал участие в христианском культе; это мнение, основывающееся на свидетельстве Евсевия Кесарийского и признаваемое в новое время де-Росси, Алларом и др., маловероятно. Хотя Филипп ничего против христиан не предпринимал, но все же полного мира не было. В 248 г. было отпраздновано тысячелетие существования Рима (Roma aeterna, как его по этому поводу называют на монетах); это событие естественно вызвало подъём языческого духа, и так как христиане оставались к нему безучастны — ожесточение народа против них. Действительно, в Александрии произошёл христианский погром, ознаменовавшийся смертью четырёх мучеников (м-ков Митры и Сарапиона, м-ниц Квинты и Аполлонии), отказавшихся поклониться языческим богам. Войска Филиппа усмирили мятеж; но вскоре он сам погиб, и римский престол занял Деций. При нём разразилось одно из самых страшных гонений, какие когда-либо испытали христиане (251); он возобновил принципы Максимина, но придал им тот универсальный, общеимперский характер, которого они раньше не успели получить. Риму угрожала тогда сильнейшая опасность со стороны готов; наказание безбожников должно было поднять дух оробевшего населения. Организатором гонения был, впрочем, не сам Деций, а его гражданский наместник в Риме, позднейший император Валериан; от него получили соответственные приказы правители провинций, и гонения начались повсеместно по одному плану. Направлены они были преимущественно против клира, но волей императора было, чтобы все подданные отреклись от X. или же были наказаны за своё упорство. Наказаниями были, кроме казни, заточение, конфискация имущества, тюрьма и бичевание. Многие тогда изменили X., другие бежали (между прочим, карфагенский епископ Киприан, который, однако, из своего убежища продолжал руководить своей паствою), третьи удалились в пустыню, что повело к усилению именно тогда начавшегося монашеского движения; но было и немало мучеников. Гонения, впрочем, продолжались недолго, и церковь вышла из них хотя и с уменьшенным числом приверженцев, но нравственно оздоровлённая и окрепшая. После нескольких лет мира гонения возобновились по той же программе, когда Валериан стал императором (257). Сначала меры воздействия были прежние, но вскоре он счёл нужным их усилить, приказав, чтобы все члены высшего клира были подвергнуты казни, все христиане-сенаторы и всадники подвергнуты лишению прав и наказаны конфискацией имущества, все знатные женщины-христианки — тоже приговорены к конфискации и ссылке, а христиане-служители императорского двора — к обращению в рабство и на полевые работы. Много мучеников создал этот эдикт; погибли, между прочим, римский папа Сикст II и карфагенский епископ Киприан. При Валериане началось распадение империи, продолжавшееся при его сыне Галлиене; последний эдиктом прекратил гонения в 261—262 г. Для христиан наступила новая эпоха мира; Клавдий Готский, спаситель империи, их не трогал, а её восстановитель Аврелиан даже принял на себя посредничество в антиохийском споре, чтобы препоручить его римскому папе (см. выше). Следующие императоры, всецело поглощённые войной, поневоле последовали их примеру; мир с христианскою церковью не был нарушаем вплоть до реформатора империи Диоклетиана. Впрочем, и Диоклетиан не сразу после своего восшествия на престол (285) объявил гонения: первые 17 лет прошли спокойно, так что церковный мир после Галлиена продолжался целых 40 лет. Но религиозные реформы, которыми Диоклетиан — подобно основателю империи, Августу, — хотел ознаменовать своё правление, сами собою повели его на путь запрещения сначала манихеизма, этого посредствующего звена между культом Митры и Х., а затем и самого X. (302). Он начал с того, что заставил всех христиан, служивших в войске или при дворе, отречься от христианства или же, в случае упорства, подать в отставку. По опыту прежних гонений Диоклетиан знал, что мученичества лишь увеличивают обаяние X. и способствуют его распространению; его принципом было поэтому не доводить дело до казней. Прежде всего были разрушаемы христианские церкви, запрещаемы собрания, уничтожаемы священные книги (по закону о магических книгах); во втором эдикте было приказано заключить в тюрьму руководителей христианских общин, в третьем — принудить их к отречению от X.; в четвёртом эдикте та же мера была предписана и относительно мирян. Добрая часть слабых и на этот раз предпочла покинуть знамя креста, но зато оставшиеся верными обнаружили ожесточённое сопротивление. Вопреки воле императора они рвались к мученичеству, так что иногда даже язычники — отношение которых к христианам, согласно сказанному выше, успело измениться, — их из милосердия от него удерживали. Впрочем, гонения приняли суровый характер только на Востоке; на Западе рвение властей было значительно слабее, что позднее было приписано христианским симпатиям (или даже X.) соправителя Диоклетиана, Констанция Хлора, отца Константина Великого. Вскоре затем (305) Диоклетиан сложил с себя власть. Смуты возобновились; из властителей разрываемой на части империи только Галерей, бывший помощник и вдохновитель Диоклетиана, продолжал его политику в подвластной ему области Востока до 311 г.; но когда коалиция Константина и Максенция на Западе приняла угрожающий для него характер, то и он счёл за лучшее уступить и разрешил христианам свободу богослужения под условием, чтобы они ничего не предпринимали против существующего порядка. Так-то значение X. как политической силы было признано самой властью: следующие события ещё более его подчеркнули. В начале своего правления Максенций, чтобы расположить в свою пользу римский народ, поддерживал в Риме христиан; но, по-видимому, он ошибся в своих расчётах, так как вскоре счёл за лучшее опираться на языческую часть населения и преследовать христиан. Гибели он все равно не избег: в 312 г. он погиб в Тибре, сражаясь с Константином. Антихристианская политика Максенция принесла христианам огромную пользу: благодаря ей симпатии всех христиан перешли на сторону Константина, война между ним и Максенцием получила значение борьбы X. с язычеством и, стало быть, его победа — победы X. Действительно, став благодаря этой победе властителем Запада, Константин задумал наградить христиан за их к нему расположение; но для этого ему нужно было содействие властителя Востока, где после смерти Галерея (311) началась борьба между обоими его соправителями, Лицинием и Максимином. Последний был ожесточённым врагом христиан; гонения против них он продолжал в своей области даже после того, как от них отказался Галерий. В методе гонений опять наблюдается перемена; мы видим начало тех принципов, которых позднее держался последний гонитель христиан, Юлиан Отступник. Казней Максимин не любил, но к увечьям прибегал нередко; всего больше он старался поднять языческое жречество, чтобы создать из него противовес христианскому клиру, поощрял полемическую литературу против христиан, награждал города, которые твёрдо держались языческих культов, и т. п. Напротив, Лициний считался другом и доброжелателем христиан; и вот вместе с ним Константин после своей победы над Максенцием условился издать эдикт о веротерпимости по отношению к христианской религии. Эдикт был издан в Милане зимой с 312 на 313 г.; он называется поэтому Миланским эдиктом. Принял его к сведению и Максимин, чтобы не ссориться с Константином до решения своего спора с Лицинием; спор этот, впрочем, вскоре был решён, и побеждённый Максимин недолго пережил своё поражение (313 г.). Теперь предстояла борьба между Западом и Востоком, между Константином и Лицинием. Ввиду несомненных симпатий христиан к Константину Лициний счёл полезным заручиться расположением хоть языческой части населения и объявил с этой целью новое гонение (323), возобновившее традиции Диоклетиана. Но борьба продолжалась недолго: в 325 г. Константин, выступавший открыто заступником христиан и сражавшийся под знаменем Христа, одержал победу над Лицинием, которая сделала его самодержцем всей Римской империи. Христианскому культу была обеспечена свобода во всех частях империи; вопрос об отношении императорской власти к христианам и X. вступил в новый, последний фазис.

#### Христианская литература
Расцвет христианской литературы продолжается в нашем периоде на обоих языках, причём различие между греческой и латинской литературой подчёркивается чем далее, тем более. Апологетическая греческая литература в своей антиязыческой отрасли мало даёт о себе знать: подобно другим отраслям греческой литературы, и эта, достигнув своего совершенства, прекращается. Исключение составляют те случаи, когда нападения язычников заставляют христиан взяться за перо — как это было с Порфирием и Иероклом. Ересиологическая апологетика продолжалась, как и самые ереси, но без особого блеска: так как жившие в нашем периоде новые противники православия не могли сравняться образованностью с гностиками предыдущего периода, то и его защитникам не приходилось прибегать к собственно литературной полемике. Время между гностическим и арианским спорами было временем затишья для еретической и антиеретической литературы; писательство с той и другой стороны было чисто публицистическим и не оставило следов в литературе. Деятельность Иринея и Ипполита продолжал лишь Епифаний, относящийся уже к следующему периоду. — Гораздо оживлённее и плодотворнее была деятельность догматистов, этого украшения специально-греческой церкви. Первое место занимает тут школа Оригена, который и сам, впрочем, отчасти уже принадлежит к нашему периоду; особенно известны два его ученика — Дионисий Александрийский и Григорий Чудотворец. Первый — известный нам главным образом благодаря Евсевию — интересен своей попыткой создать в противовес теориям Эпикура нечто вроде христианской физики (в сочинении «О природе»); его рационализм пришёлся по вкусу арианам, и Афанасию стоило немалого труда оправдать его с православной точки зрения. От Григория Чудотворца осталось не особенно много, с тех пор как значительная часть сохранённых под его именем сочинений была признана принадлежащей позднейшему еретику, Аполлинарию Лаодикейскому; среди подлинных сочинений первое место принадлежит его похвальному слову на Оригена; остальные — отчасти трактаты, отчасти экзегезы. Противником Оригена был тирский епископ Мефодий (павший жертвой Максиминовых гонений в 311 г.), один из самых замечательных и влиятельных христианских философов; писал он о вечности, о воскресении, о свободе воли, о девственности и т. д. Из его сочинений лишь немногие сохранились в греческом подлиннике, большая часть — в старославянском переводе. Он был очень известен среди христианских писателей следующего периода (включая и Евсевия Кесарийского), которые часто пользовались им как источником. Этот Евсевий стоит на границе между нашим периодом и следующим. Родом из Палестины, он вследствие гонений Галерея в 309 г. должен был бежать в Египет, но вернулся на родину после победы Лициния и восстановления церковного мира и был епископом в Кесарии Палестинской до своей смерти в 340 г. Это едва ли не самый плодовитый христианский писатель нашей эпохи. К апологетам он примыкал своей полемической статьёй против «Правдолюбивых речей» Иерокла (см. выше под Б), которая нам сохранена в сборнике сочинений Филострата; но гораздо значительнее была его деятельность как писателя-догматиста. Сюда относятся оба его отчасти сохранившиеся изложения христианского учения — "Proparaskeu ê " ("введение к изложению Евангелия) и «Euangelike apodeixis» («изложение Евангелия»), каждое в 15 книгах. В этих книгах он обнаруживает много эрудиции, которую черпает, правда, из вторых и третьих рук. Ещё важнее Евсевий как писатель церковной истории. Эта третья ветвь христианской литературы началась, правда, ещё в предыдущем периоде, но только в нашем достигла расцвета. Первый известный нам писатель церковной истории, Игисипп (Hegesippos), жил ещё при Антонине Благочестивом; его «Записи» (Hypomn ê mata) в 5 кн. послужили Евсевию источником для ранних времён X.; нам они не сохранены, и ближайший их характер неизвестен. Лишь отчасти примыкают к церковной истории христианские хронографы Ипполит и Секст Юлий Африкан. Хроника первого нам сохранена в трёх латинских переводах; она содержит, по обязательному отныне для христиан принципу, хронологию библейских событий, к которым примыкают события античной истории, причём табели римских императоров противопоставляется табель римских епископов. В том же духе была и хроника Юлия Африкана (при Северах); она имела огромное влияние на всю византийскую хронографию. Но то были хроники, да и не специально церковные; «отцом церковной истории» был всё-таки  Евсевий, от которого нам сохранена подробная «Церковная история» (Ekklesiastike historia) в 10 кн., до победы Константина над Лицинием в 325 г., со многими подлинными документами и с эксцерптами из более старинных, потерянных для нас, сочинений. К этой книге примыкают ещё: биография Константина Великого в 4 кн., очень панегирического характера, затем хроника в 2 кн., чрезвычайно драгоценное для историка сочинение, и, наконец, «Свод древних мученичеств», в 21 книге; последний потерян, но он лёг в основу двум мартирологам V в., «сирийскому» 411 г. и «Иеронимову» 440 (прибл.) г. Окидывая взором развитие христианской литературы в нашем периоде, мы убеждаемся, что почин Татиана не нашёл последователей, Греция и под знаменем креста осталась Грецией и старалась, насколько это дозволяли тяжёлые времена, быть достойной образованности своих предков. Вся христианская литература нашего периода, как оригенистическая, так и враждебная Оригену или безразличная к нему, более или менее прикосновенна к философии, специально к (нео)платонической, и старается так или иначе примирить её со своим христианским миросозерцанием. В этом отношении положение дел изменилось лишь в следующем периоде: обнаружившиеся рационалистические элементы оригеновского богословия заставили некоторых ревнителей православия относиться подозрительно к оригенизму и ко всей «эллинской мудрости», «яд которой Ориген», по словам Епифания, «изрыгнул против верующих». — Другое дело — римская христианская литература нашего периода. Платонизм греческого X. её ещё не коснулся; учёное богословие в духе Оригена проникло на Запад лишь в следующем периоде; пока заметно лишь проникновение самой формы библейской экзегезы, да и то только к концу периода (Викторин Пиктавийский и Ретиций Августодунский). Зато апологетика процветает и притом в обоих направлениях, предначертанных её первыми достойными представителями, Минуцием Феликсом и Тертуллианом, то есть классическом (цицерониановском) и азианском. Продолжателем Тертуллиана был его ученик  Киприан, епископ Карфагенский, которого мы уже знаем как одного из самых видных церковных деятелей нашей эпохи и жертву Валерианова гонения в 257 г. К антиязыческой апологетике принадлежат его трактаты «К Донату» (противопоставление порочности язычества и чистоты X.), «К Деметриану» (защита христиан против обвинения, что их богоотступничество — причина постигших Рим бедствий; защита очень уместная именно в ту эпоху) и рассуждение о том, «что идолы не боги», воспроизводящее евгемеристическое толкование античной мифологии, введённое в христианскую апологетику ещё в предшествующем периоде. Антиеретическая апологетика представлена трактатом «О единстве католической церкви» и ещё рядом пастырских посланий, имеющих предметом расколы Фолициссима и Новациана. — Второе поколение смутного периода представителей в литературе не имело; но к эпохе Диоклетиана принадлежат два видных литератора, Арнобий и Лактанций. Первый был собственно ритором; когда он выразил намерение перейти в X., епископ потребовал от него литературного доказательства его изменённого миросозерцания; тогда он написал сохранившиеся 7 книг «Adversus nationes», из коих первые две содержат защиту X. (такую же, как и трактат Киприана к Деметриану), остальные же — обличение язычества. Изо всех апологий это самая несимпатичная; автор и в христианстве остался ритором и притом довольно низкопробным; в полемике он пошл и груб. С христианским учением он знаком лишь поверхностно и допускает много ошибок, вследствие которых его книги были позднее признаны апокрифическими. Лактанций был учеником Арновия, но действовал в одно время с ним; по языку это лучший вообще из христианских писателей, восторженный поклонник и подражатель Цицерона (Cicero christianus, как его называли). Заглавия его сочинений (о Божьем гневе; о мироздании; руководство божественного учения [divinae institutiones], в 7 кн.) заставляют видеть в нём догматика, но в душе он апологет; уже Иероним заметил, что он с большим успехом обличал ложь, чем развивал истину. Действительно, его главное сочинение в значительной степени посвящено обличению языческой религии и философии и возвеличению на их счёт X. Но в то же время автор даёт в нём первую попытку построения христианской морали, причём он в основу кладёт учение Цицерона об обязанностях и в X. видит лишь надстройку над языческим зданием. Ещё дальше пошёл за ним в этом отношении Амвросий. Первым понявшим принципиальное различие между языческой моралью и христианской был Августин. Лактанцию же приписывается историко-апологетическое сочинение «О смерти гонителей» (доказательство, что все гонители христиан погибли злою смертью; много тенденциозных извращений, но и много драгоценных сведений) и изящное стихотворение в элегических дистихах о птице Фениксе. Наконец, к апологетам должен быть причислен и поэт Коммодиан, время жизни которого с точностью определить нельзя; он интересен как первый христианский поэт, и притом поэт, сознательно отказавшийся от изящного стиха своих предшественников-язычников и писавший оригинальным полуметрическим, полуритмическим гекзаметром, стоявшим близко к народному стихосложению его эпохи. От него сохранились «стихотворная апология» и «поучения»; в христианстве он слаб, подобно Арновию, и, подобно ему, подвергся впоследствии цензуре. — Вторая отрасль христианской литературы, догматическая, имеет на Западе как было сказано выше, не метафизический, а моралистический характер; во главе её стоит в нашу эпоху тот же Киприан, в большей части своих трактатов («О добрых делах и милостыне», «О ценности терпения», «О зависти и недоброжелательстве», «О молитве Господней», «О хвале мученикам» и т. д.) и во многих пастырских посланиях; сюда же должен быть причислен и его современник, позднейший расколоучитель Новаmиан, от которого нам сохранились трактаты «О Троице» и «О иудейских яствах» и два послания к Киприану в пользу строгости церковной дисциплины по отношению к отступникам (lapsi), доказывающая серьёзное философское и риторическое образование автора. К концу III в. относится деятельность епископа Пиктавийского (в Штирии) Викторина, умершего мучеником, вероятно, в Диоклетианово гонение. Он интересен для нас как первый экзегет западной церкви, первый, перенёсший в римскую христианскую литературу тот метод толкования Писания, который на Востоке был введён Оригеном. Нам из его комментариев сохранён вполне лишь один, а именно комментарий к Апокалипсису, да ещё часть комментария к книге Бытия под заглавием «De fabrica mundi». К апологетам-ересиологам Викторин примыкает своим трактатом «Против всех ересей», который (по Гарнаку) дошёл до нас среди трактатов Тертуллиана. О Лактанции см. сказанное выше. Последним писателем нашей эпохи был живший при Константине августодунский епископ Ретиций; подобно Викторину, и он был экзегетом и написал комментарий к «Песни песней», о стиле которого Иероним отзывается очень дурно. Нам он, как равно и сочинение Ретиция против Новатиана, не сохранён.
 Литература. Большинство сочинений, приведённых к предыдущему §, затрагивают и наш период; сверх того должны быть упомянуты: Allard, «Les derni ères persécutions du troisième siècles» (1887); Aubé, «Les chrétiens dans l’empire Romain de la fin des Antonins au milieu du troisiéme siècle» (1881); Boissier, «La fin du paganisme» (2 т., 1891); Seeck, « Geschichte des Unterganges der antiken Welt» (1897, сл.); Preuss, «Kaiser Diocletian und seine Zeit» (1869); Burckhardt, «Die Zeit Constantin des Grossen» (2 изд., 1880); Flasch, «Constantin der Grosse» (1891); Зелинский, «Раннее христианство и римская философия» («Вопросы философии и психологии», 1903); Ehrhard, «Die 'altchristiliche Litteratur» (1900); Monceaux, «Histoire litt éraire de l’Afrique chrétienne depuis les origines jusqu'à l’invasion arabe» (1901, сл.); Садов, «Древнехристианский церковный писатель Лактанций» (1895; ср. также отзыв об этой книге В. В. Болотова, 1900).

### Четвёртый период. Эпоха перевеса христианства над язычеством
Четвёртый период. Эпоха перевеса Христианства над язычеством и постепенного искоренения последнего, от Константина Великого до Юстиниана. Феодосий I Великий преследовал представителей античной философии и религии, которых христиане считали язычниками. В 384—385 годах рядом указов предписано уничтожение античных храмов: Храм Артемиды Эфесской, Храм Артемиды Гемеры и т. д. Префект Востока Кинегий разрушил многие из оставшихся святилищ старой веры. Эдикт 391 года, ещё более строгий, нанёс последний удар «язычеству», запретив поклонение богам не только публично, но и в частных домах. В Риме из залы сената окончательно и навсегда вынесена была знаменитая статуя Ники («победы»), признававшаяся палладиумом древней религии. Оппозиция старо-римской знати (с Симмахом и Претекстатом во главе) не сокрушила решений Феодосия; священный огонь Весты был потушен (394), и в том же году в последний раз допущено празднование Олимпийских игр в Греции. Фактически практика «язычества» продолжалась в глухих углах империи.
Так как в эту эпоху Христианство и язычество меняются ролями (за исключением краткой реакции при Юлиане Отступнике).
После легализации христианства царём Константином Великим в 313 году, а затем и возведением христианства в ранг государственной религии, разительно меняется характер христианства, подвергнувшегося испытанию разлагающим изнутри обмирщением. В малочисленные прежде церковные общины хлынул мощный поток новообращённых, которых интересовал не столько Христос и дарованное им загробное спасение, сколько появившиеся социальные, материальные и государственные выгоды. Количественное увеличение церковной паствы повлекло за собой снижение «качества» этих пасомых. Внешние границы Церкви (между верными, оглашенными, кающимися и язычниками) были размыты, но внутри самой Церкви выросли существовавшие до этого и появились новые барьеры: между священнослужителями, церковнослужителями, странствующими проповедниками, монахами, богатыми влиятельными и бедными мирянами (в том числе рабами), между христианами различной национальности и враждебных между собой государств, и так далее.
Священнослужители теперь стали чаще заниматься коммерцией и домогаться привилегий и должностей от государственной власти: вновь стали появляться случаи симонии. Епископы — как председатели, прежде занимавшиеся преимущественно финансовыми вопросами в местных христианских общинах (выполнявшие роль нынешних приходских старост или богатых благотворителей), не без помощи государственных силовых структур, фактически захватили полноту власти в земной Церкви и запретили деятельность и стали высмеивать почитаемых прежде странствующих проповедников (к ним относились и странствующие учителя, пророки изгонители духов (экзорцисты), бездомные юродивые, несколько ранее — апостолы, и другие).
Некоторые крайние ревнители чистоты христианства считали, что «в миру» спастись теперь уже невозможно, и уходили в глухие пустыни горы и леса, где основывали монастыри. Но возросший авторитет монашества повлёк за собой обмирщение и самого монашества: монастыри стали богатеть, вовлекаться в политическую жизнь, и, наконец, были полностью подчинены правящим епархиальным архиереям, которые, через некоторое время стали избираться или назначаться исключительно из самих же монахов (иногда, не столько по стремлению их к высокой духовной жизни, сколько по их способности к административно-чиновнической церковной деятельности, нахождению компромиссов). Представители духовенства чаще стали стремиться к церковной карьере, церковным наградам, пышным титулам, высоким должностям.
Сложилась парадоксальная ситуация, когда епископы по образу жизни стали походить на иудейских первосвященников и старцев (непосредственных распинателей Христа), монахи — на евангельских фарисеев, а христианские богословы — на талмудических книжников. Обрядоверие стало приниматься за норму жизни, а на городских базарах, портовых причалах и в царских опочивальнях стало модным рассуждать о тайнах личности Иисуса Христа, о Святой Троице и о других сакральных вещах.
Из угодливости властям, христианские богословы стали восхвалять существующую Византийскую монархию и рабовладельческий строй.
Порою, всем христианам (даже живущим за пределами Византийской империи) стала навязываться обязанность защищать политические интересы Византийского императора в нарушение заповеди Христовой уважать (но не боготворить) всякую государственную власть, но активно не ввязываться ни в какие политические интриги: «не в это ли время, Господи, восстановляешь Ты царство Израилю? Он же (Иисус Христос в последнем прощании с апостолами предельно резко) сказал им: „Не ваше дело знать времена и сроки, которые Отец положил в Своей власти, но вы примите силу, когда сойдёт на вас Дух Святый, и будьте Мне свидетелями в Иерусалиме, во всей Иудее и Самарии и даже до края земли.“» (Деян. 1:6—8).
Со времён Константина Великого начались войны между христианскими народами и царствами, а внутри самой христианской империи протесты против социальной несправедливости и национального гнёта приняли ярко выраженную антицерковную направленность, например, в религиозных движениях коптов, армян, сиро-яковитов, донатисты.